# Riley Motor
Riley (Райлі) - з 1890 року британський виробник автомобілів та велосипедів. Штаб-квартира знаходиться в Ковентрі. У 1938 увійшла до складу компанії Nuffield Organisation, яка згодом об'єдналась в British Leyland. У липні 1969 року British Leyland оголосив про закінчення виробництва продукції під брендом Riley. Сьогодні бренд Riley належить компанії BMW.

## Riley Cycle Company
Сім'я Райлі була давно відома в Ковентрі, вони продавали плетену продукцію, але для конкурентоспроможності собівартість повинна бути низькою, так що Райлі об'їжджали околиці Ковентрі та наймали дітей для виробництва кошиків, вазочок та іншої атрибутики. Однак, у 1880-ті роки законодавство країни стало таким, що всіх дітей відправили в школи і Райлі повинні були шукати додатковий заробіток, і в 1890 році Вільям Райлі Молодший, якому на той момент було 38 років, купує фірму Bonnick & Co, яка виготовляє велосипеди з 1885 року, у результаті йому належить дві фірми, безпосередньо Bonnick & Co і стара компанія Riley and Read.
У червні 1896 він перейменовує Bonnick & Co в Riley Cycle Company. Співзасновниками фірми стають брат Вільяма — Герберт Райлі та їх зведений брат Безіл Райлі, а так само сини Вільяма Райлі Молодшого — Віктор, Аллан і Пірсі.
Пірсі Райлі одного разу побачив на вулицях Ковентрі трицикл Болле, він кидає школу і починає будувати свій власний автомобіль у таємниці від батька, а було йому на той момент всього 14 років. Через два роки, в 1898 році його автомобіль був готовий, машина повністю була побудована з деталей, виготовлених руками Пірсі. Мотор автомобіля був так само спроектований Персі, 2-сильний одноциліндровий двигун вперше був обладнаний механічним штовхачем впускного клапана. Через кілька років Карл Бенц запатентує такий же механізм (до цього клапани відкривалися створюваним у циліндрі тиском), однак німецький інженер не зможе отримувати комісійні за свій патент в Англії, бо британський суд довів, що Пірсі Райлі винайшов цю систему задовго до Карла Бенца.
Машина підлітка мала переднє розташування двигуна, який мав повітряне охолодження, коробка передач мала всього одну швидкість, але зуби для неї нарізав Пірсі сам, привід був ремінним, крім іншого цей автомобіль був оснащений кермовим колесом, а не велосипедним кермом. Однак, не дивлячись на непогані показники автомобіля і результати випробувань, старші брати і батько вирішили цю машину не запускати в серійне виробництво. Пірсі, покатавшись два роки на ній, продає її в Белфаст якомусь автомобілісту.
У 1899 році Пірсі будує трицикли і квадроцикли з одноциліндровим 239-кубовим двигуном De Dion, який розвивав 2 к. с., рами цих транспортних засобів були запозичені у велосипедів, ця продукція продається під брендом Royal Riley. Двигун французької фірми використовувався тому, бо батько вважає, що мотоколяски — це чергова тимчасова забава сина, і не бажає витрачати фінанси на виробництво двигунів його конструкції.
Старший брат Пірсі — Віктор, хоч і підтримує брата в його прагненні будувати автомобілі, але сам захоплюється мотоциклами, він конструює одноциліндрові мотоцикли потужністю від 1 к. с. до 3 к. с., об'єм двигунів яких дорівнює від 239 до 402 см3, але батько, який був затятим противником моторизованої техніки, забороняє використовувати для захоплень синів фірмові гроші. Тоді Віктор, Пірсі та Алан скидаються, а також займають грошей у своєї матері для того, щоб відкрити власний бізнес — Riley Engine Company, було це в 1903 році.
Персі береться за проектування нового транспортного засобу, у результаті виходить трицикл з двома передніми і одним ведучим заднім колесом, між передніми колесами розташовувалося сидіння для пасажира. Перші машини оснащували двигунами De Dion Bouton об'ємом 402 см3 і потужністю 3 к. с., проте вже в 1904 році Пірсі будує одноциліндровий двигун об'ємом у 517 кубиків, який видає 4 к. с., цей двигун встановлюється і на мотоцикли конструкції Віктора. Через рік Пірсі будує новий двигун V2 об'ємом 800 кубів і потужністю 6 сил, разом з тим трицикли отримують кермове колесо замість велосипедного керма. У виробництві знаходяться як одноциліндрові моделі, так і 2-циліндрові, які, до того ж, відрізняються один від одного кількістю передач: два ступені у моноциліндрових трициклів і три передачі з V2. Незабаром, слідом за 6-сильним двигуном, з'явився і 9-сильний об'ємом 1 л.

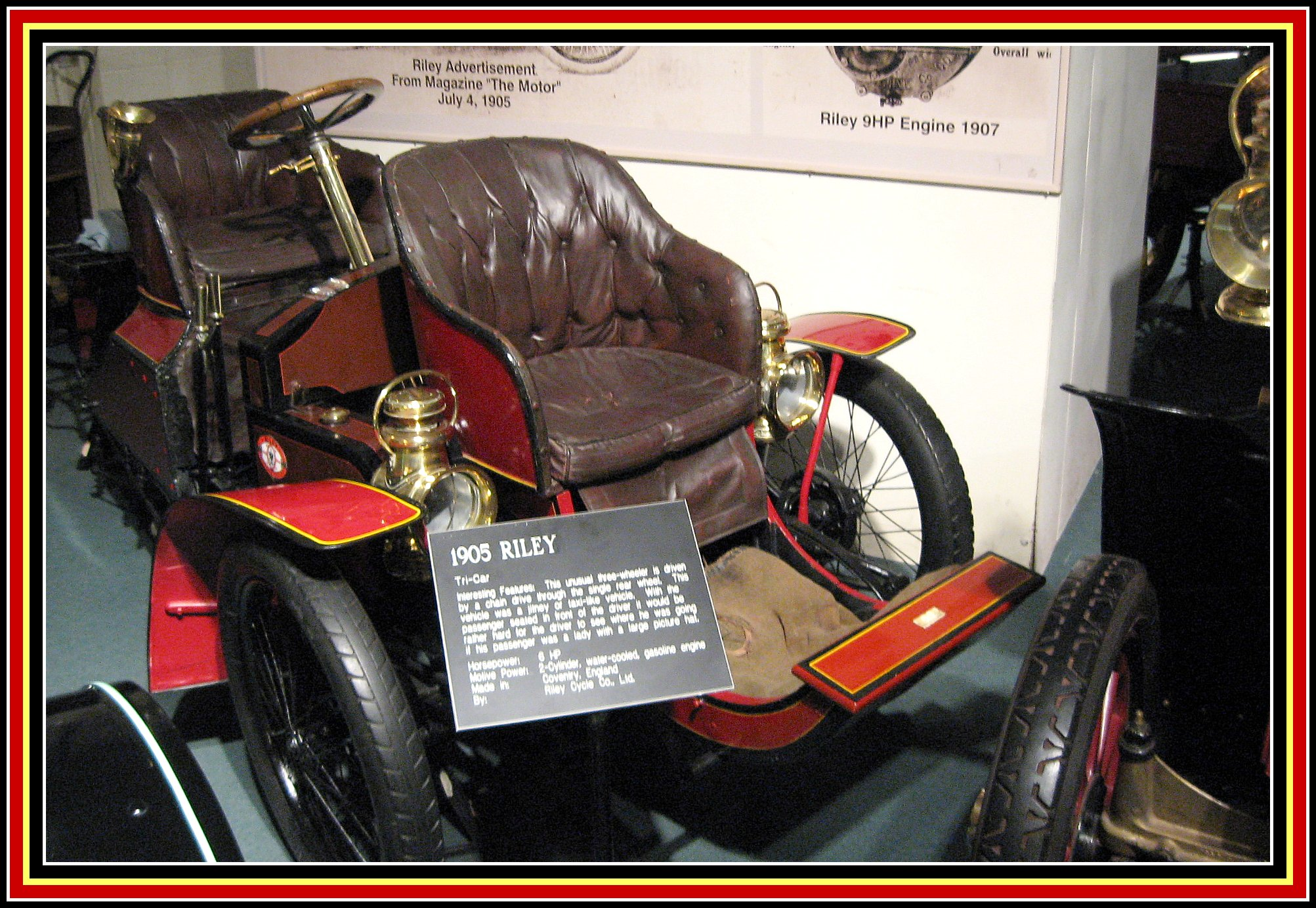
Riley 9HP Triсar

Крім того, що двигуни, сконструйовані Пірсі ставилися на власну продукцію, одним із головних покупців стала фірма Singer, яка встановлювала їх на свої мотоцикли, а незабаром багато навколишніх виробників мотоциклів стало постійною клієнтурою Riley Engine Company.
У тому ж 1905 році Пірсі починає проектувати 4-колісний автомобіль, до 1906 року він був готовий. Зовні ця машина була схожа на зменшену копію автомобілів марки Lanchester: той же короткий капот, шкіряний щит для ніг пасажира, тільки у Riley було кермо, а не важелі управління. Як двигун виступив той же V2 об'ємом в 1 л і триступенева коробка передач з постійним зачепленням.
Цей легкий автомобіль став популярним у змаганнях з підйому в гору, де він завойовував лідерські позиції, тому в 1907 році було вирішено відмовитися від виробництва трициклів і мотоциклів на користь чотириколісного транспорту, у цьому ж році фірма патентує кріплення коліс з центральною гайкою, що дозволяло швидко змінювати пошкоджені ободи.
У цей час Пірсі працює над новою машиною, він хоче побудувати більш велику машину, і тому робота кипить в основному в неурочний час, він називає свій проект Old Midnight (Старий Північ), під капотом цієї машини розташовувався V2 об'ємом 2 л, який розвивав 12 сил, цей автомобіль міг вже перевозити 4-х пасажирів разом з водієм, проте через рік модель 12НР форсується до 18 сил, внаслідок чого машину перейменовують в 12/18НР. Крім потужності, виросла і база автомобіля, який тепер може пропонуватися і у двохмісному варіанті.

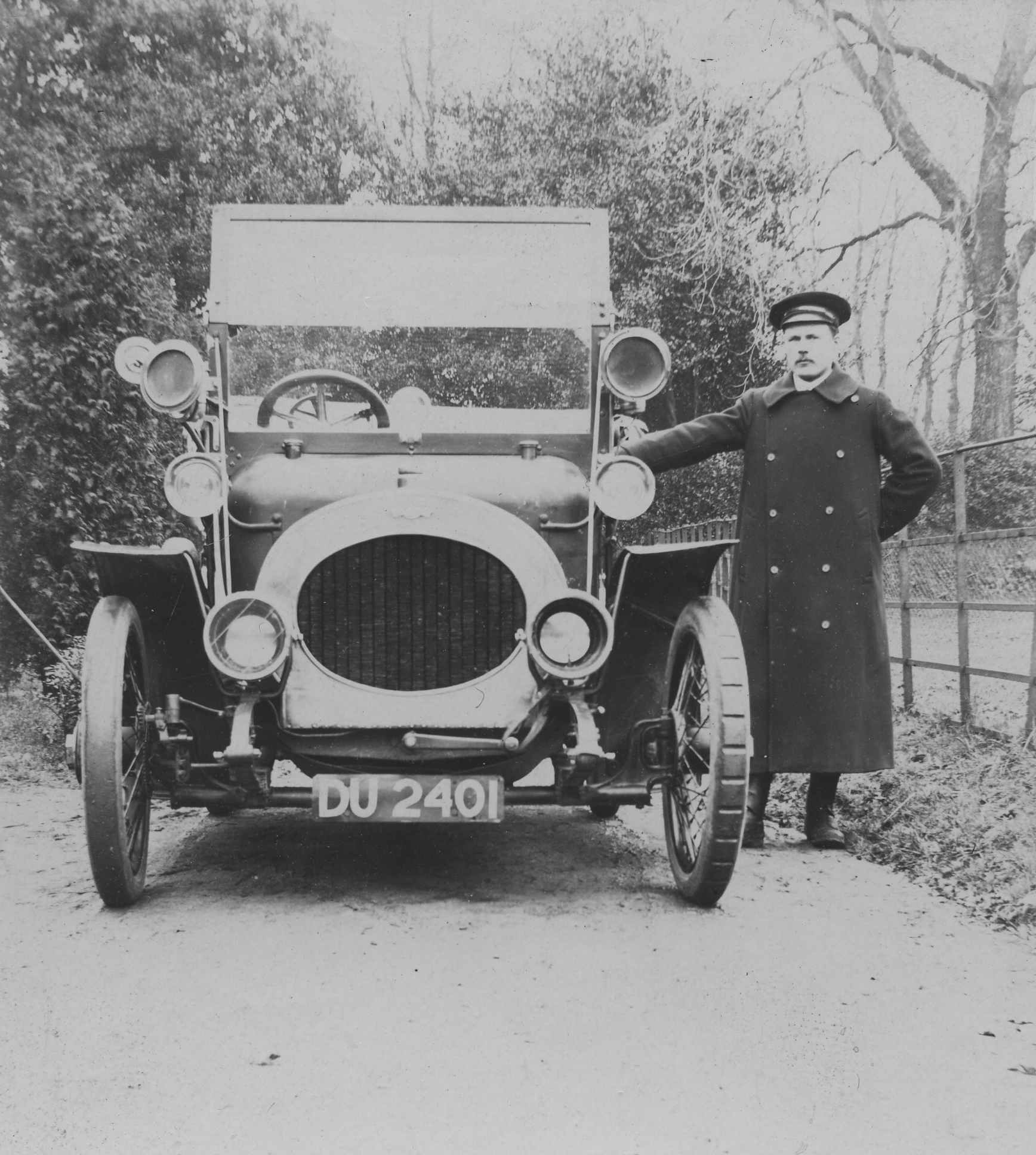
Riley 12/18НР Tonneau

У 1909 році ще одному, більш молодшому брату по імені Стенлі, якому тільки виповнилося 20 років, було довірено побудувати проміжну машину, яка стала б у ряд між 9НР і 12/18НР, проте йому в наказ дається умова, що машина повинна бути максимально наближена технічно до моделі 12/18НР. Стенлі створює V2 об'ємом 1,4 л, проте, не дивлячись на те, що двигун розвиває 15 к. с., ця модель отримує назву 10НР. Тим часом Стенлі побудував на базі цієї машини і спортивну версію з більш низькою підвіскою, яку назвав Speed 10HP, це була незручна і дешева машина, яка відразу стала популярна у таких же юних і гарячих голів, як і сам Стенлі, благо що на ній вдавалося вигравати якісь змагання місцевого значення. Пірсі ж у цей час працював над безклапанними 4-циліндровими двигунами, проте, з огляду на те, що у нього не зросталося щось, він вирішив махнути на них рукою.
Тим часом, у 1911 році, модель 9НР залишає шоу-руми фірми, у виробництві залишаються моделі 10НР, Speed 10HP і 12/18HP, Вільям Райлі Молодший, бачачи успіх своїх синів, вирішує покінчити з велосипедним бізнесом і починає випускати шпицьовані одноболтові колеса, у портфелі замовників у нього значилося 183 фірми, що забезпечувало вже немолодій людині безбідну старість, а через рік він перейменовує Riley Cycle Company в Riley Coventry Ltd.

## Riley (Coventry) Limited
Бачачи той факт, що батько не бажає займатися виробництвом автомобілів, брати засновують нову фірму — Riley Motor Manufacturing Company, яка розташувалася поруч з Riley Engine Company, яка тепер займається тільки виробництвом двигунів у той час, як нова фірма повинна займатися складанням автомобілів. Первістком нового союзу стає Riley 17/30HP, та як не дивно, автором цього автомобіля були не брати Райлі, а інженер Гаррі Раш. Правда, двигун об'ємом 3,0 л і потужністю 58 сил був розробкою Пірсі Райлі, цей же двигун став першим чотирициліндровим двигуном, встановленим на автомобіль марки Riley. До 1915 року машина комплектувалася 3-ступеневою коробкою передач, після чого її змінила розроблена Пірсі 4-ступенева коробка передач, яка мала третю синхронізовану передачу.
У 1913 році Віктор Райлі засновує власну фірму — Nero Engine Company, куди після своєї навколосвітньої подорожі приходить працювати його молодший брат Стенлі. Він починає розробляти новий двигун для нової моделі 10НР, яка повинна була стати ідейним спадкоємцем моделі 9НР, яку перестали випускати двома роками раніше. У 1914 році з'являється ця машина, яка отримала 4-циліндровий 1,1 л двигун, проте було побудовано всього три автомобілі, після чого почалися військові дії в континентальній Європі. У 1916 році Nero Engine Company купує велику ділянку землі в Фолесхіллі, де будує великий завод, щоб займатися виробництвом амуніції для військових потреб.
Після Першої світової компанії сім'ї Райлі переживають реструктуризацію: Nero Engine зливається з Riley Coventry Company, об'єднана компанія продовжує нести назву Riley Coventry Company. Штаб-квартирою цієї фірми стає новий завод, побудований двома роками раніше, цій фірмі відведена роль виробника автомобілів. Riley Motor Manufacturing відходить Аллану Райлі, який перейменовує компанію в Midland Motor Body Company, завданням його фірми є виготовлення кузовів. Riley Engine ж залишається під управлінням Пірсі і займається розробкою та виготовленням двигунів для автомобілів головної фірми, між тим, поки йде перебудова, його фірма продовжує виготовлення довоєнних 17/30HP, бо на складі з 1914 року залишився чималий запас запасних частин і деталей для цієї моделі, до речі, водночас Гаррі Раш створює емблему фірми — синій ромб із вписаним у ньому білим шрифтом словом Riley, він створює рекламний слоган: "Так само стара, як індустрія, але водночас сучасна, як кожен новий час ".
У 1919 році нарешті з'являється нова модель — 10.8НР, яка була розроблена Гаррі Рашем, під її капотом переховувався 4-циліндровий 1,5 л двигун потужністю 35 к. с., шасі мало центральну систему змащення (6 точок, що було рекордом того часу), яка вимагала підживлення всього 2 рази на рік, крім іншого, машина оснащується 4-ступеневою коробкою передач, що все ще поки рідкість навіть на більш потужних і дорогих автомобілях, преса прийняла машину в хвалебних тонах.
У 1923 році Midland Motor Body Co переїжджає в Фолесхілл, де виробляються автомобілі, тоді ж 10.8НР перейменовується в 11/40НР, а виробництво моделі 17/30НР припиняється.
Модель 11/40НР оснащується цілою серією кузовів, до того ж, з'являється спортивна версія цієї машини, 2-місний кузов володів особливою прикметою — крила були пофарбовані в червоний колір, за що машину прозвали Redwinger (червонокрилий), сам же кузов був виготовлений з полірованого алюмінію. Двигун цієї версії видавав на 7 сил більше — 42 к.с., які дозволяли розганяти машину до 115 км/год, у той час як 35-сильні автомобілі могли максимум розвинути 90 км/год. Ця машина стала популярна серед перегонників, які добилися перемог на ній у марафонах типу Лондон — Лендс-Енд, Лондон-Ексетер або в 6-денних шотландських змаганнях.
У 1924 році за замовленням на 11/40НР стали ставити гальма всіх коліс, а через рік з'являється більш потужна модель — 11.9НР, чий об'єм збільшений до 1,65 л, а потужність дорівнювала 42 к. с., проте, на відміну від 11/40НР, ця машина оснащувалася 3-ступеневою коробкою передач із сухим зчепленням. Як і менша модель, 11.9НР пропонувалася з цілою серією кузовів, починаючи від 2-місних родстерів і кінчаючи такими ексклюзивними, як Coupe De Ville.
У 1925 році Пірсі Райлі, який не конструював машини з 1913 року, починає працювати над новим легким і малооб'ємним двигуном. До 1926 року він будує 1,1 л двигун, який мав два розподільних вала, напівсферичну камеру згоряння, клапани мали нахил і були встановлені вгорі, вони мали короткий хід і практично не вимагали догляду, порівняно з колишніми двигунами з нижнім розташуванням клапанів. Також в 1926 році було готове шасі для нової машини, яке знову отримало 4-ступеневу коробку передач. Машина дебютувала на Лондонському автосалоні в 1926 році із закритим кузовом седан, обробленим тканиною, що було нетипово для автомобіля цього класу, типовим на той момент для базової моделі була наявність відкритого кузова таурер, який, звичайно, не забарився з'явитися і на цій моделі.

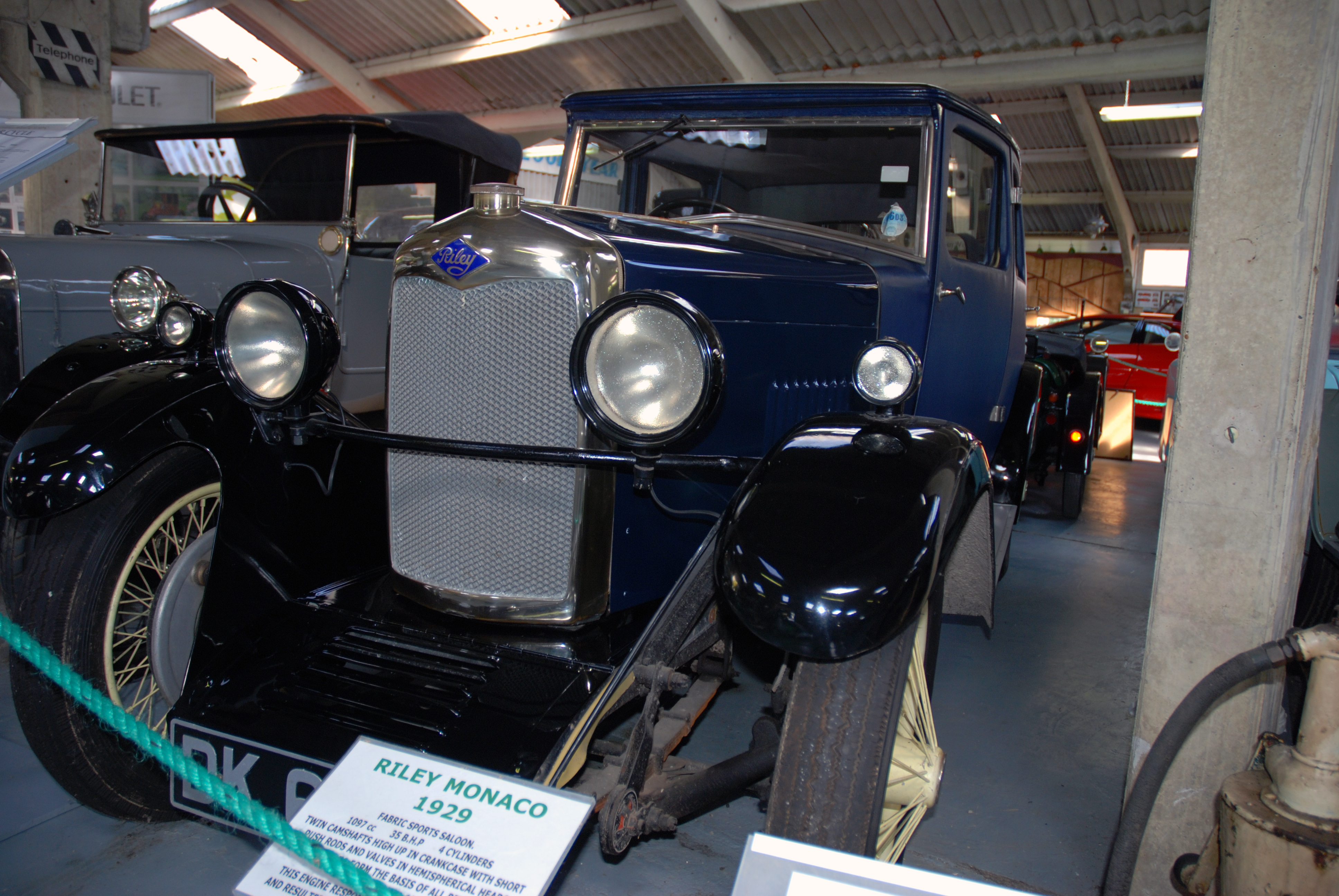
Riley 9HP Monaco Saloon

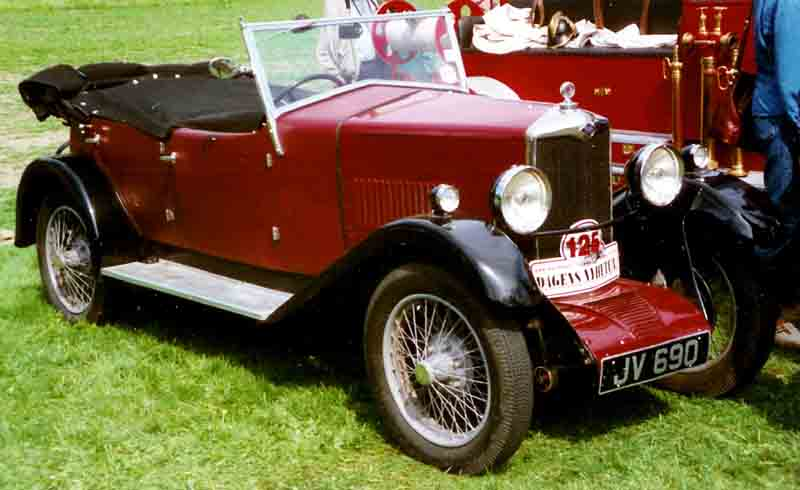
Riley 9HP

Через рік у 9НР з'являється більш дешевий седан, який називається San Remo, а модель 11НР отримує спортивну модифікацію, яку оснастили компресором, завдяки якому віддача піднялася до 65 к. с., проте модель 11/50НР Supercharged Sports виявилася не вдалою, тому компанія Riley була проти появи спеціальної версії, яка стала сходити з воріт фірми Thomson & Taylor наприкінці 1927 року. Модель, яку назвали Brooklands на честь спортивної траси, була побудована на скороченому шасі 9НР, двигун зазнав ревізії і тепер з нього знімали 50 к. с. при тому, що об'єм у 1,1 л залишився незмінним. Проектувати машину почав перегонник і проектувальник автомобілів для рекордних заїздів Джон Годфрі Перрі-Томас, проте він загинув під час одного з рекордних заїздів, але його справу продовжив партнер по бізнесу Рід Рейлтон. Автомобіль вийшов дуже вдалим, за ним було близько 90 перемог у різних заїздах, не відставав від «тюнингової» версії і заводський спортивний автомобіль, який здобув перемогу у своєму класі на Турист Трофі в Ольстері, також були здобуті перемоги в 6-годинному ралі Ессекса, що на ділі проходив у Брукландс, так само машина встановила рекорд траси, показавши середню швидкість в 157 км/год, а серійний седан Monaco теж не вдарив обличчям у бруд, і приватник, що виступав на ньому, показав швидкість в 104 км/год.

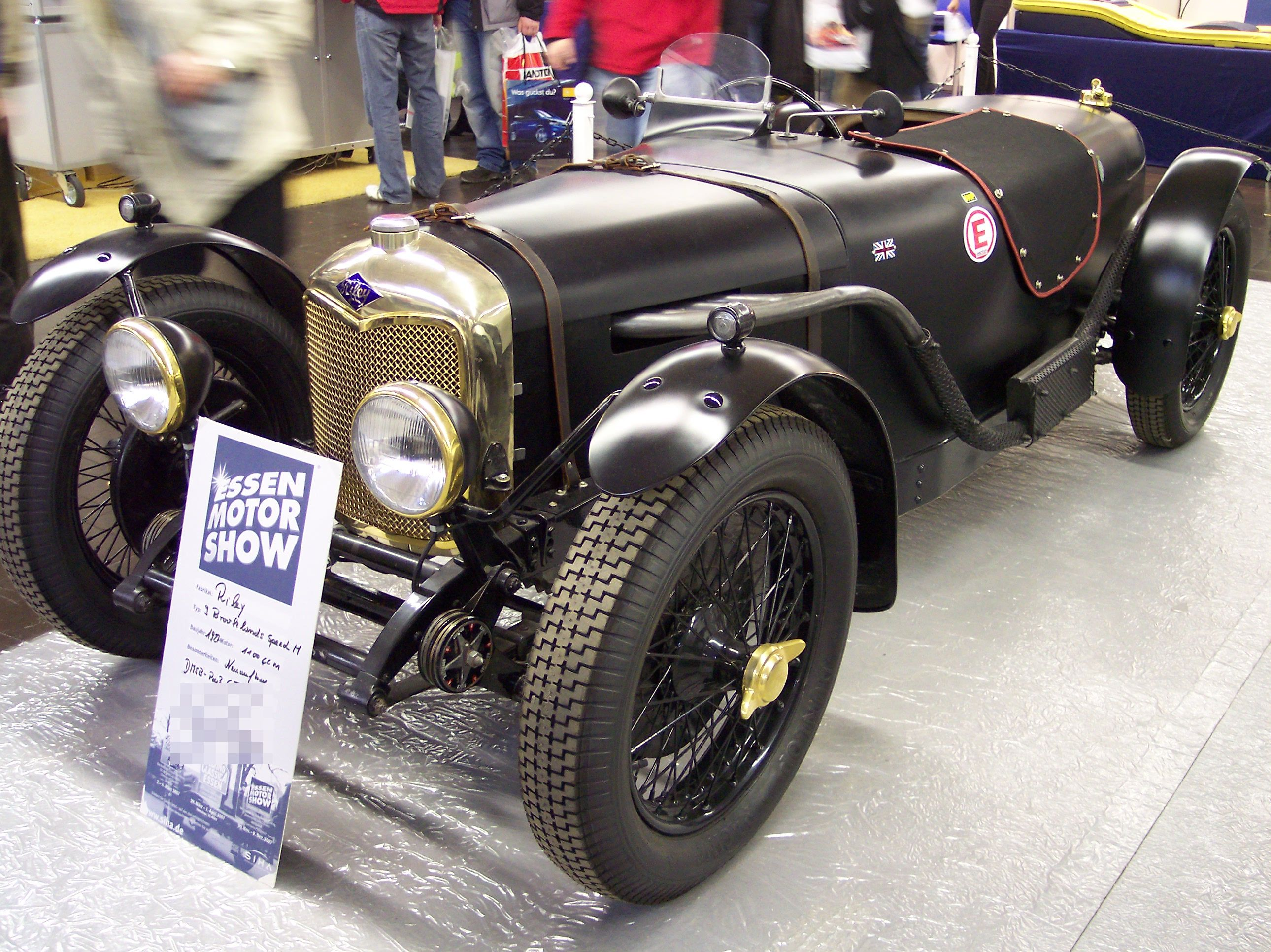
Riley Brooklands

Крім дебюту спортивної версії, 9НР отримує ще один варіант кузова седан — Biarritz зі сталевими панелями, але зі складаним люком на даху, водночас припиняється виробництво моделі 11/40НР, а модель 11.9НР перейменовується в 12НР, головка блоку на ній змінена, Раш встановлює замість старої новомодну систему Рікардо, яка дозволяє зняти з 1,65 л двигуна 50 сил. На цю машину встановлювали три кузова типу седан: Lulworth — тканинний, який, до речі, виготовлявся не своїми силами, а фірмою Hancock & Warman; Chatsworth — 4-віконний металевий кузов, і Grangeworth — із 6 вікнами (3 бічних), крім цього, був ще кузов купе — Wentworth, проте незабаром від цієї моделі було вирішено відмовитися на користь нової, роботу з якою Гаррі Раш вже закінчував.
Новинку під назвою 14/6 анонсували на Лондонському автосалоні восени 1928 року як модель 1929 модельного ряду, об'єм її 6-циліндрового двигун становив 1,6 л, а потужність дорівнювала 50 к. с., двигун встановили на шасі 9НР, попередньо збільшивши їх у базі на 15 см, щоб під капот влізло два додаткових циліндра. Як базовий варіант спочатку був запропонований кузов седан із 6 вікнами, який називався Deauville, він виготовлявся сторонньою фірмою Hancock & Warman, проте незабаром модельний ряд розбавили варіанти: Stelvio — 4-місний седан, який поставлявся Weymann Coachbuilding, цей кузов встановлювався на подовжені шасі, а також був запропонований відкритий таурер, який так само, як і Deauville, приходив з Hancock & Warman Limited, справа в тому, що 9НР так добре розходилася, що власні потужності ледве встигали виготовлятися для неї кузова.

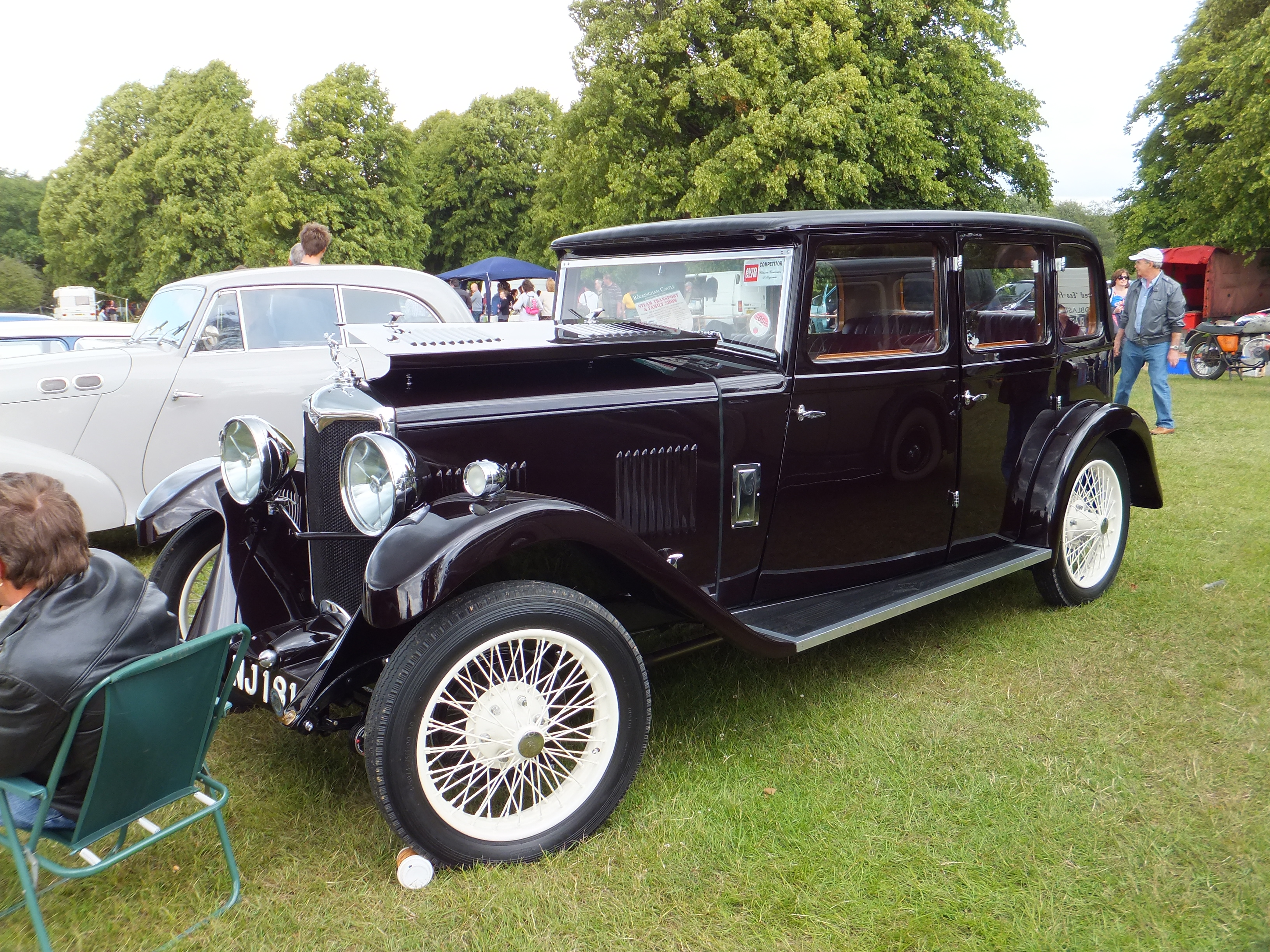
Riley 14/6

Спортивний сезон закінчувався досить успішно для цієї марки, і на ТТ в Ольстері машини Riley Brooklands лідирували, проте раптом один за іншим пілоти цих машин вчинили аварії, спочатку з траси вилетів Маклюр, потім Геллоп і Девіс, тим самим надавши перемогу марці Lea-Francis із Кеєм Доном за кермом.
У середині 1929 року 9НР оновили, вона отримала назву 9НР Plus Марк IV, поліпшення в першу чергу торкнулися шасі, їх підсилили, гальма отримали збільшені барабани, колеса отримали більш стійкі спиці, двигун тепер розвивав 42 к. с. Кузовів для цієї машини пропонувалося не так вже й багато, це вже знайомі Monaco і Biaritz, 4-місний Tourer, 2-місний Coupe і 4-дверний Army Tourer, який поставлявся військовому відомству, але цей варіант могли замовити і цивільні особи. На спортивній арені ж було все не так гладко, так на Турист Трофі, що проходив в Ольстері, Семмі Девіс фінішує лише 12-м, але, у принципі, і це не погано, враховуючи, що лив проливний дощ, а у машини згоріло зчеплення, та й сама машина не була оснащена компресором, на відміну від своїх конкурентів. У 1930 році Елдрідж і Джордж Істон починають намотувати 5000 км на трасі Монлері, капот 9HP Plus був міцно зафіксований, правда був доступ до масляного фільтру, через який і додавалося тоді масло в двигун, у результаті вони показали середню швидкість в 103,6 км/год, що стало рекордом.
У 1931 році згорає завод фірми Hancock & Warman Ltd, фірмі доводиться самій виробляти кузова для 14/6, так з'являється версія Alpine Fabric Saloon, яка схожа на Stelvio, тільки з тією різницею, що коротша, тому що встановлюється на стандартну базу, кузов Alpine Half-Panelled Saloon мав аналогічний дизайн попереднього варіанту, але, на відміну від нього, панелі були виготовлені не з дерматину, а з металевих листів, Alpine Tourer — практично той же Special Tourer, що випускала H & W Ltd. На початку року Леверетт бере участь на 9HP Plus Monaco в Ралі Монте-Карло, він стартував з міста Ставангер, що в Норвегії, майже 1500 кілометрів йому довелося їхати з ланцюгами на колесах, тому що зимових покришок тоді ще не було, а дороги Норвегії були покриті шаром льоду, проте, не дивлячись на те, що він злетів у кювет і йому довелося витратити час, щоб витягнути з нього автомобіль, перше місце в класі до 1100 кубиків дістається йому. Ще одна перемога була на рахунку Дональда Хілі, який виграв у марафоні Париж-Ніцца, ще одне призове місце дістається Дадлі Фрою, який під сильним проливним дощем першим побачив помах картатого прапора на Гран-Прі Німеччини, який проходив на Нюрбургринзі. Наприкінці 1931 року Riley Coventry Ltd поглинає Riley Engine Co і Midland Motor Body Co, старший син Вільяма Райлі, який сам, до речі, повинен ось-ось відзначити 80-річний ювілей, Віктор Райлі, стає главою корпорації.
У 1932 році моделі, що випускаються фірмою, здобувають нові кузова, мабуть, завдяки Віктору Райлі, який тепер керує всім і вся. Модель 14/6 отримує кузова: Kestrel — 4-дверний фастбек-седан, Ascot — 2-місний кабріолет, Edinburgh — лімузин, який встановлювався на подовжені шасі, Winchester — так само ставився на подовжені шасі, зовні схожий на лімузин Edinburgh, але не мав перегородки за сидінням водія, Lincock — 4-місне купе, Lynx — родстер, Trinity — 4-місний кабріолет, Alpine — седан з повністю металевим кузовом.
Модель 9НР також компонувалася новими кузовами, деякі назви збігалися з більш старшими побратимами, але були й такі, які встановлювалися тільки на ці шасі: Ascot — 2-місний кабріолет, Gamecock — 2-місний таурер, Lincock — 2-місне купе, Trinity — 4-місний кабріолет, Falcon — 4-місний седан, Gloucester Special — 4-місний таурер, Kestrel — 4-дверний фастбек-седан, кузов якого виготовлявся з алюмінію, Lynx — 4-місний спортивний таурер, March Special — родстер, який нагадував зовні модель Brooklands, Monaco — 4-місний седан.
Тим часом, навесні 1932 року, модель Brooklands, яку випускали 4 роки, припиняють виготовляти, але Елсі Уісдом і Джоан Річмонд, що виступали на цій машині, виграють кубок на 1000 мильних гонках у Брукландс, які проводить Junior Car Club. Замість неї будують 1,5 л 6-циліндрову модель власними силами, яку називають 12/6 Brooklands Speed Model. Джордж Істон і Берт Денло ставлять рекорд траси Монлері, показавши середню за 12 годин швидкість в 149 км/год. А через кілька днів Фредді Діксон ставить рекорд на трасі в Брукландс, проїхавши за годину 178,5 км, але справедливості заради треба сказати, що у Діксона була далеко не базова модель. Діксон був відомий як один з найкращих тюнінгівщиків Riley Nine. Він підготував свою машину, посиливши шасі елементами від шасі Arrol-Aster, двигун мав по карбюратору на кожен циліндр, Діксон синхронізував їх уночі, він домагався, щоб полум'я з глушників було однакової довжини, за це, до речі, машину прозвали «Червоним Покидьком», розвивав це автомобіль 68 к. с., при 1,1 л об'єму. Крім встановлення рекорду на трасі Брукландс, Діксон виграв гонки Меннін Бег на острові Мен. Модель 12/6 Brooklands Speed Model була виставлена в Ле-Мані, де Алекс ван дер Бек і Кеннет Пікок приходять четвертими в загальному заліку і першими в класі до 1,5 л, вперед вони пропустили тільки три Alfa Romeo 8C 2300 MM з Таціо Нуволарі / Раймоном Соммер, Луїджі Чінетті / Філіпом де Гюнзбургом і Брайаном Льюїсом / Тімом Роус-Річардсом за кермом.
У 1933 році було вирішено зробити модель 12/6 серійною, шасі використовувалося від 9HP, а двигуни мали такий же об'єм, що і у перегонній версії — 1,5 л. Пропозиції по кузовах були не настільки великі, як у двох інших моделей: Ascot, Kestrel, Lincock, Lynx, March Special, Trinity і Mentone, який був зменшеною копією седана Alpine від моделі 14/6.
У 1934 році дебютує нова спортивна машина 9HP Imp, яка повинна була стати спадкоємицею 1,1 л Brooklands, яка зникла з виробничої програми в 1932 році, як і у Brooklands, її потужність становила 50 к. с. У середині 1934 року з'являється нова спортивна модель — MPH, новинка мала спроектовані з нуля шасі, кузова, які зовні були ідентичні Imp, робилися з алюмінію на ясеновому каркасі, а на вибір можна було замовити три двигуни з 6-ма циліндрами і двома верхніми розподільчими валами (DOHC) об'ємами в 1,5 (42 к. с.), 1,6 (50 к. с.) або 1,7 л (56 к. с.), а як трансмісію на цю машину можна було замовити або механічну 4-ступеневу коробку передач, або преселективну коробку Уїлсона, яка має так само 4 передачі. Це була досить дорога спортивна машина для свого класу, тому за той рік, що вони випускалися, вдалося продати всього 15 машин, з яких збереглося 14.

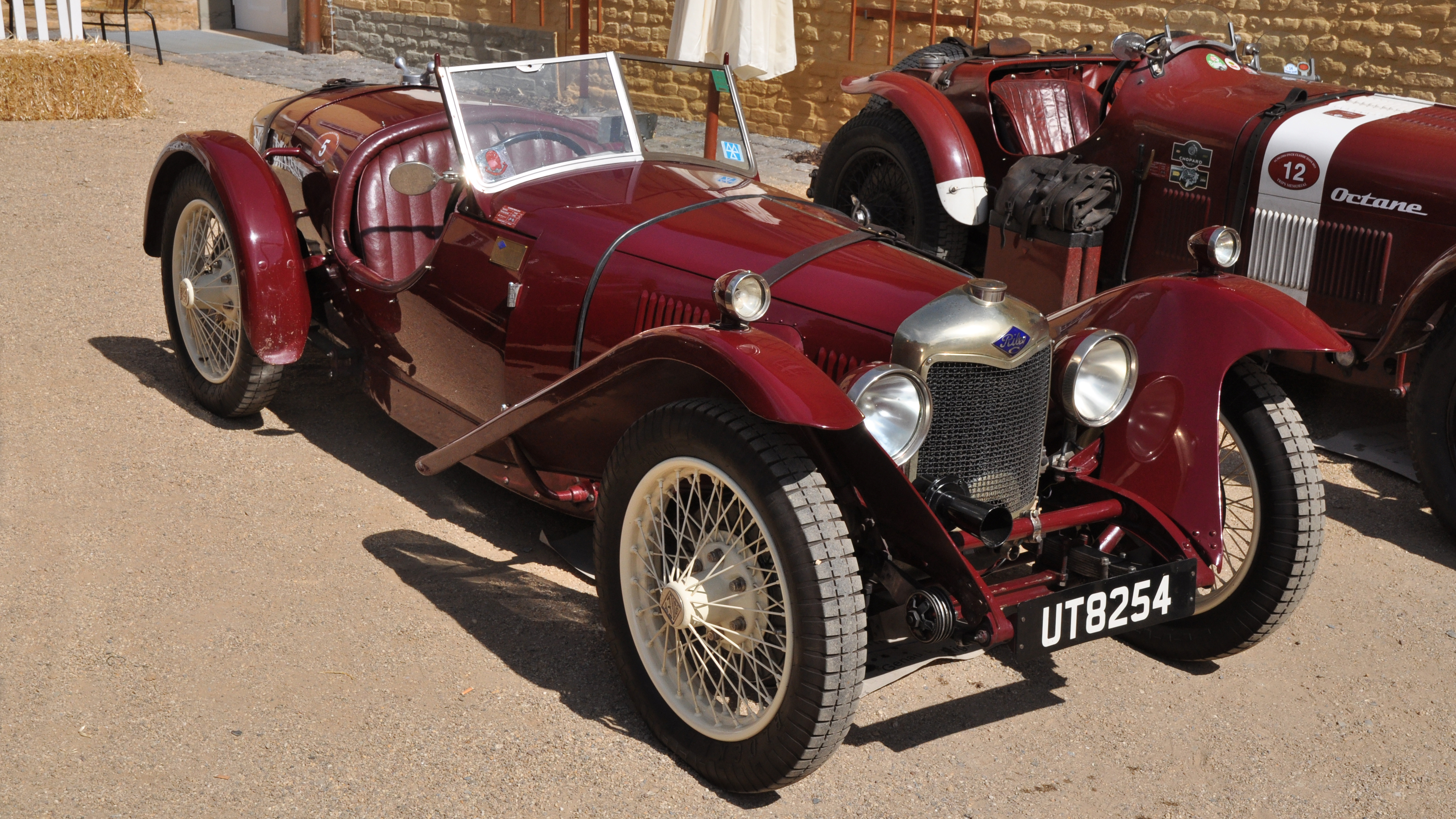
Riley 9HP Imp

На 24-годинний марафон у Ле-Мані було виставлено шість екіпажів на автомобілях марки Riley. Друге і третє місце на фінішній прямій займають Жан Себійо / Жорж Делярош і Фредді Діксон / Кирило Пол на моделі МРН з 1,5 л двигуном, четверте місце в загальному заліку на Nine Brooklands виграє Алекс ван дер Бек / Кеннет Пікок, слідом за ним фінішують на Riley Imp Семмі Ньюс / Пірсі Маклюр; Жан Треві і Рене Кар'єр, що виступали на такому ж Riley Imp займають у загальному заліку 12 місце, Дороті Чампі і Кей Петрі на Riley Imp приходять 13-ми, але, не дивлячись на нещасливий номер, вони отримують дамський кубок. Що цікаво, не дивлячись на те, що був виставлений досить таки великий склад, всі машини цієї марки дійшли до фінішу, при цьому показавши не погані результати, враховуючи об'єми двигунів цих автомобілів, для прикладу, тільки Bugatti зійшло через поламки чотири штуки, стартувало п'ять; Aston Martin так само виставив п'ять автомобілів, не доїхали до фінішу три; Alfa Romeo стартувало чотири, а фінішувала всього одна машина, правда першою, так що автомобілі цієї британської фірми мало того, що були швидкими, були ще й дуже надійними.
У 1934 році з'являється ще одна модель, теж з 1,5 л двигуном, але з 4 циліндрами, вона отримує назву 12/4. Потужність двигуна, сконструйованого Х'ю Роузом, дорівнювала 51 к. с., коробка передач була 4-ступеневою. Ця модель, яка базувалася на шасі моделі 9НP, мала всього три варіанти кузовів, причому всі були 4-дверні, це були седани Falcon, Kestrel і таурер Lynx.

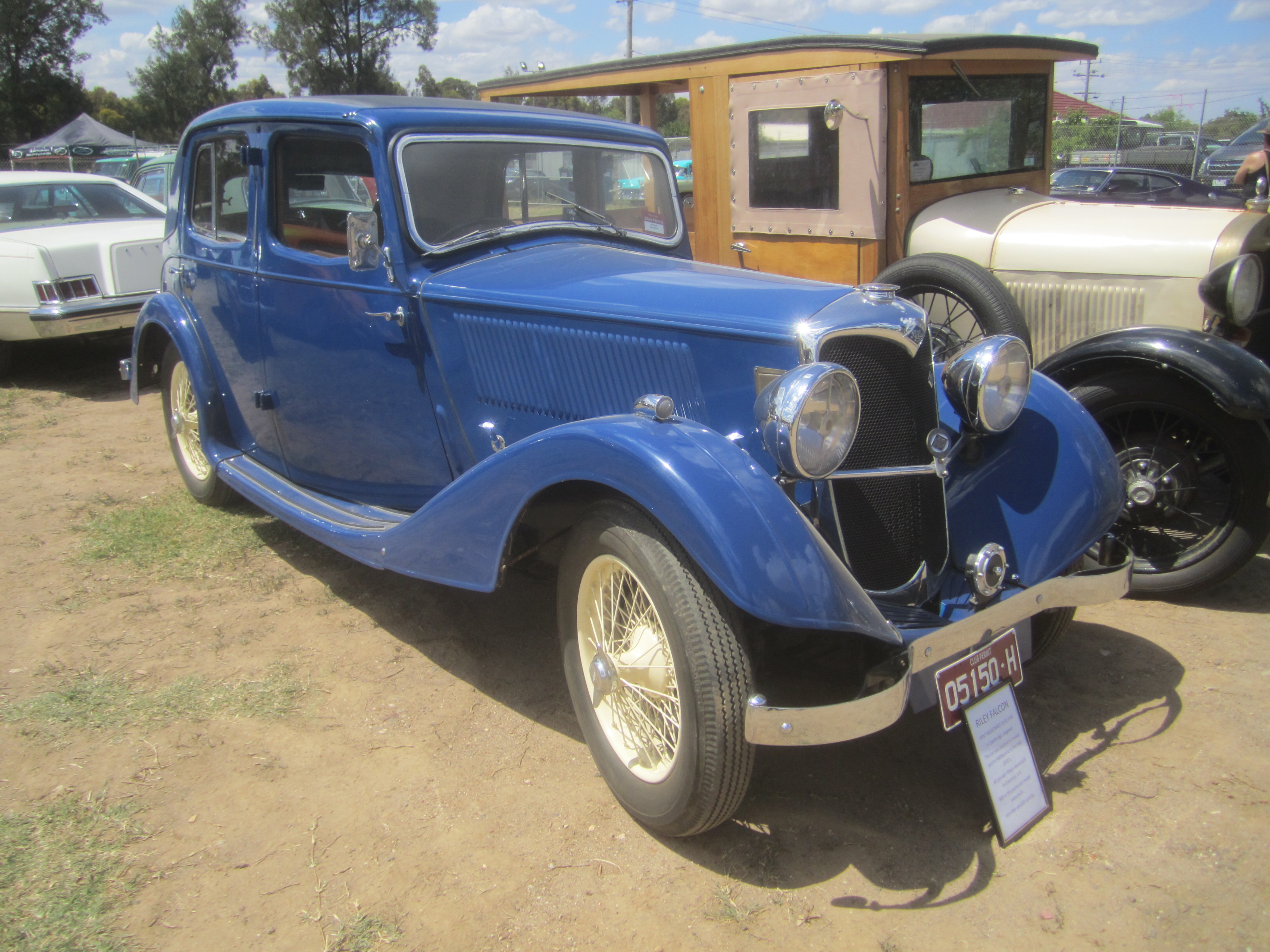
Riley 12/4 Falcon Saloon

На її базі з'являється ще одна спортивна модель — Sprite ТТ, яка стала прямим спадкоємцем 4-циліндрової 1,1 л моделі Brooklands, шасі мало аналогічний для цієї моделі дизайн, але база, у порівнянні зі старою машиною, була збільшена на 5 см, до 2,48 м. Потужність двигуна завдяки 2-м карбюраторам була піднята до 61 к. с., ця машина набирала швидкість до 90 км/год за 13 секунд, а максимальна швидкість дорівнювала 142 км/год.
У 1935 році модель 12/4 перейменовується в 1 ½-Litre, як стандартна коробка передач встановлюється преселективна 4-х ступенева, що поставляється фірмою Armstrong Siddeley, всі кузова тепер поставляються фірмою Briggs, вони суцільнометалеві і обходяться дешевше власних. Не дивлячись на те, що назви кузовів носять колишні імена, вони ґрунтовно перероблені, седани носили, як і колись, імена Falcon і Kestrel, причому останній став 6-віконним, до них додався седан Merlin, таурер, як і колись, називався Lynx.

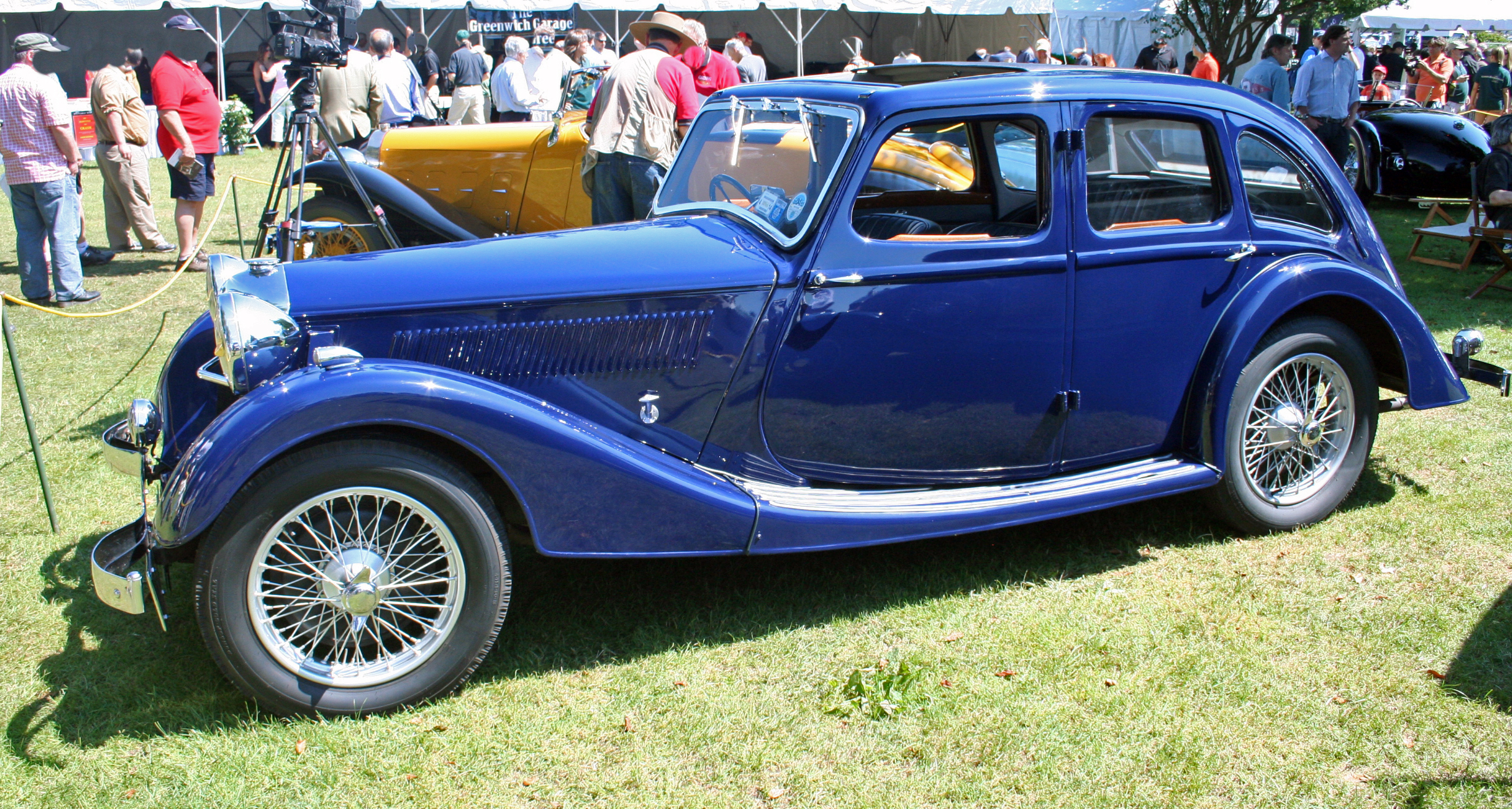
Riley 1½-Litre Kestrel Fastback-Saloon

Модель 14/6 p 1935 року більше не пропонувалася, так само як і модель 12/6, хоча МРН з двигуном від цієї моделі ще продавалася, замість них з'являється одна модель — 15/6, база машини була трохи менша, ніж у моделі 14/6 (на 5 см, і становила 2,83 м), але під капотом прописалися 6-циліндрові двигуни, які дебютували роком раніше на моделі МРН, тобто об'ємом 1,7 л, тільки з тією різницею, що потужність двигуна була дефорсована до 51 к. с. за рахунок застосування тільки одного карбюратора, кузова на цій машині застосовувалися від моделі 12/6, а саме Falcon і Kestrel плюс новий Stelvio III, всі машини комплектувалися преселективною коробкою передач.

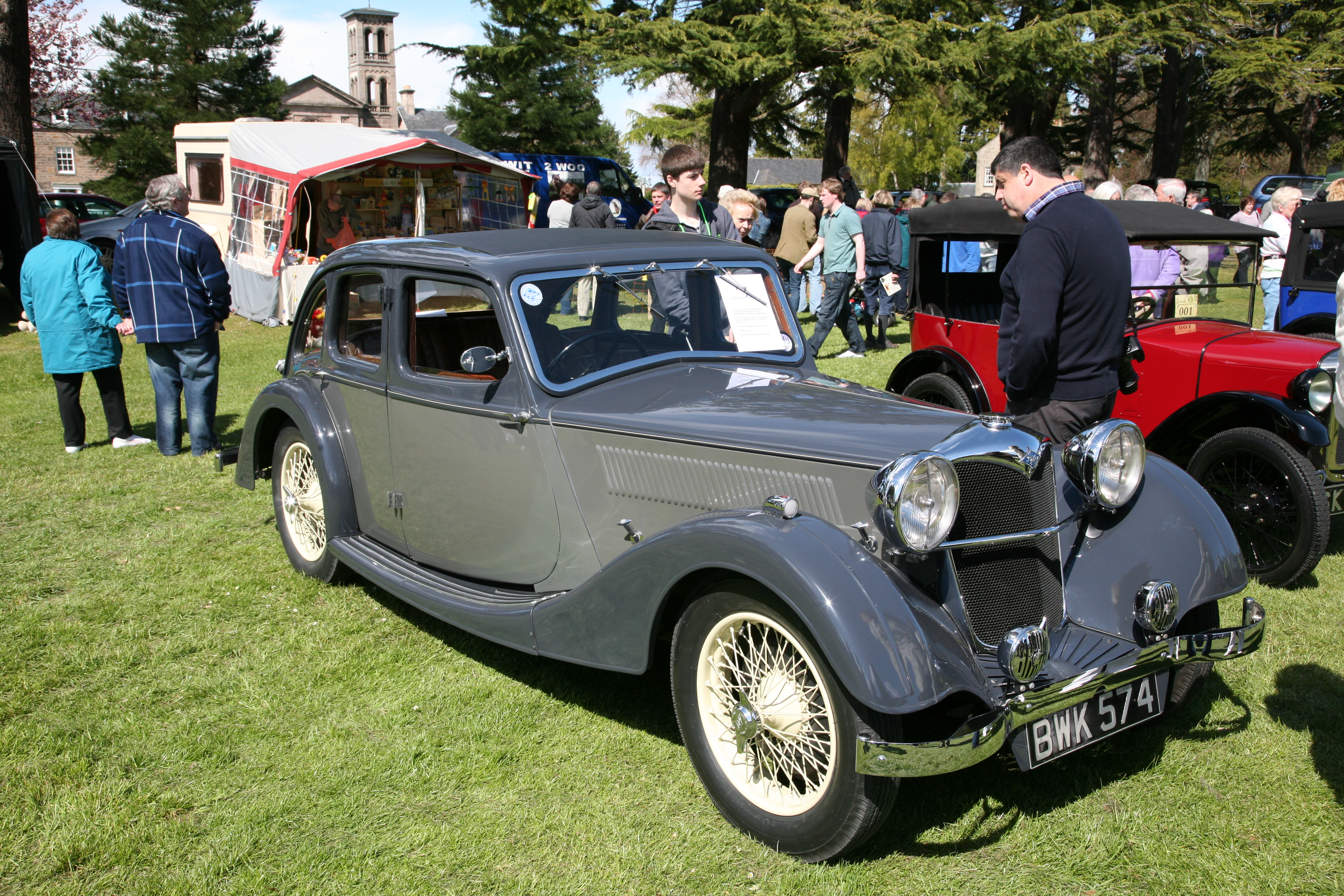
Riley 15/6 Stelvio III

Щодо спортивного життя цієї марки, то за Діксоном залишається перемога в Турист Трофі, у Ле-Мані ж 1,5 л МРН під управлінням Алекса ван дер Бека і Кліффа Річардсона прийшов до фінішу четвертим, але цього разу не першим у своєму класі, бо лідерство було захоплено Aston Martin Ulster 1 ½-Litre, третє місце в класі до 1,5 л було так само завойовано на Riley MPH 1 ½-Litre, цього разу французьким екіпажем — Жаном Треві і Рене Кар'єром. Третя машина, яка брала участь у цьому марафоні на витривалість, була дискваліфікована, бо екіпаж Жана Себійо і Жоржа Делароша потрапив в аварію і за допомогою глядачів машину повернули на трасу, але суддям це не сподобалося, така ж дурниця трапилася і з екіпажем Пірсі Маклур і Семмі Ньюсома, а машина тюнера — Фредді Діксона і Кирила Пола загорілася під час дозаправлення.
У 1936 році фірма Riley демонструє свій перший V8, його об'єм дорівнює всього 2,2 л, він отриманий шляхом з'єднання двох 1,1 л двигунів під 90 градусами, унікальність цього мотора полягає в тому, що цей двигун мав чотири верхніх розподільчих вала, що при малому об'ємі давало непогану віддачу в 80 к. с., називалася ця модель 8/90. Цю модель одягали тільки в два варіанти кузовів: Adelphi і Kestrel. Модель 9НР сильно урізана в варіантах кузовів, відкритих версій більше немає, пропонуються тільки седани: Merlin, Monaco і Kestrel, модель 15/6 також змінює свою кузовну програму, варіанти 1935 року змінюються новими кузовами: Adelphi, Falcon і Kestrel, який стає 6-віконним, до них додається відкритий варіант Lynx. 1 ½-Litre отримує кузов Adelphi, але модельний ряд доповнюється трьома моделями, які побудовані з використанням двигуна від спортивної моделі Sprite ТТ потужністю в 61 к. с., це були моделі: 1 ½-Litre Kestrel-Sprite, 1 ½-Litre Lynx-Sprite, 1 ½-Litre Sprite, яка від спортивного Sprite ТТ відрізняється похилою решіткою радіатора.

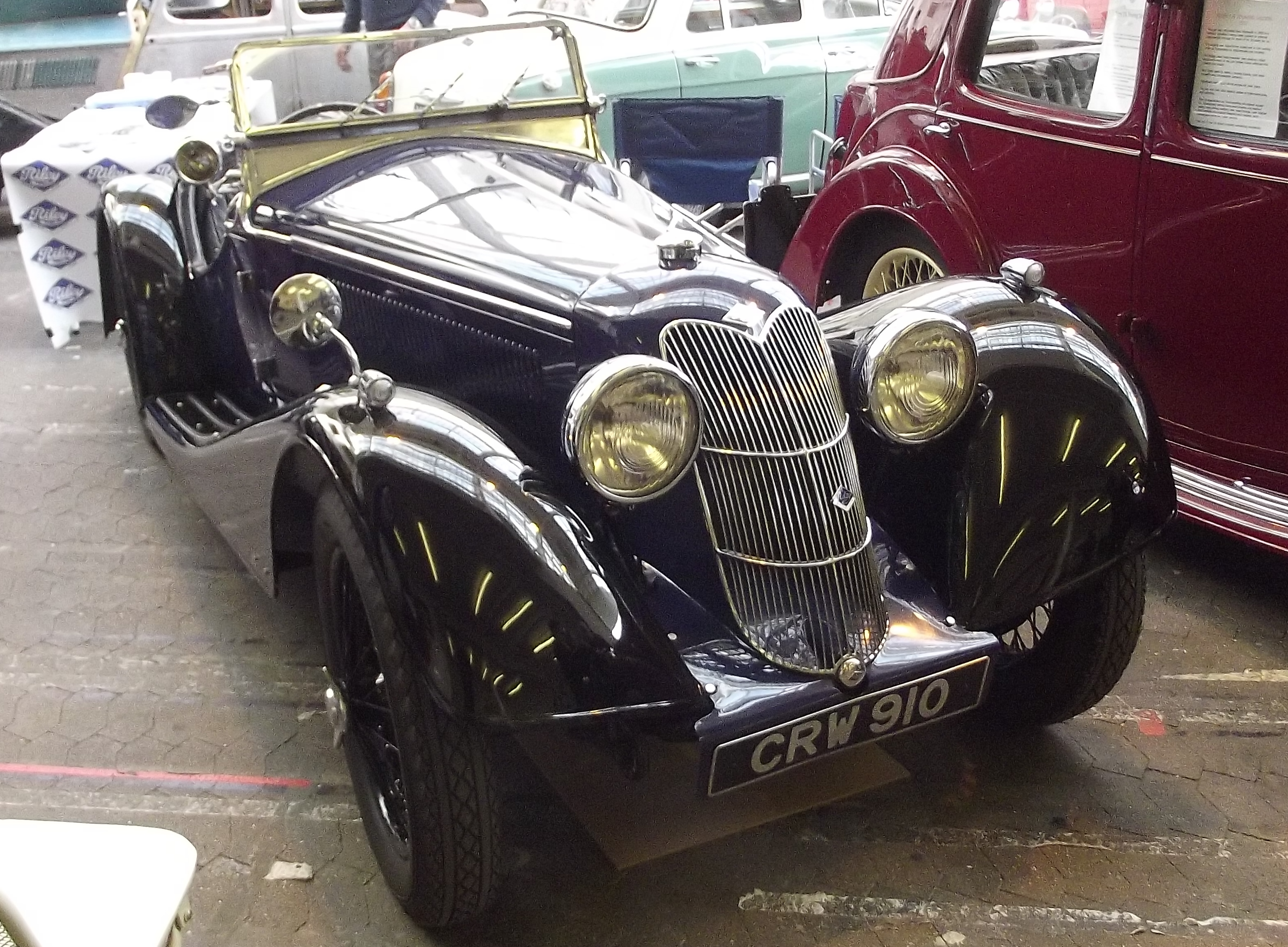
Riley 1½-Litre Sprite

Не дивлячись на те, що фірмі вдається за рік реалізувати всього 25 8-циліндрових машин, наприкінці 1936 року Віктор Райлі заявляє про створення преміум-бренду в рамках фірми Riley — Autovia. Автомобіль, який продавався тільки у вигляді шасі (кузова повинні були вибирати самі замовники), повинен був конкурувати з самим Rolls-Royce. Двигун об'ємом 2,85 л V8 потужністю 99 к. с. був сконструйований Шарлем Ван Юджином, який до цього працював на Clyno і Lea-Francis, правда, як і у випадку з Riley 8/90, мотор цієї машини так само був отриманий шляхом з'єднання двох рядних четвірок, цього разу від моделі 1 ½-Litre. Райлі відкриває і школу водіїв для проходження курсів для їзди на Autovia, так що майстер-класи від Porsche далеко не новинка нашого часу. Всього за два роки було продано 44 автомобіля цього бренду, причому покупці замовляли кузова починаючи від спортивних родстерів до манірних 6-віконних лімузинів.
Пірсі Райлі, який був проти виробництва дорогих машин і який дбав за більш доступні і масові машини, не знайшовши спільної мови зі старшим братом Віктором, розриває відносини і перейменовує Riley Engines в PR Motors, він продовжує випускати двигуни та запасні частини до них. Коли в 1941 році він помре, його вдова Нора продовжить справу покійного чоловіка і починає виробництво трансмісій, до речі, в 1960 році вона отримала звання найкращої бізнесвумен року. У 1966 році фірму купує Newage Engineers Ltd, в 1971 році торговельне найменування PR Motors зникає, фірма стає відділенням Newage Engineers Ltd, яке виготовляє коробки передач у концерні. Однак у 1980 році відбувається реорганізація і знову з'являється торговий знак PR Motors, який незабаром знову зникає. Потім завод перейшов під крило фірми Cosworth, і в кінцевому підсумку зараз існує незалежна компанія PRM Marine Ltd, яка виробляє трансмісії і компоненти двигунів для морського транспорту.
У 1937 році модель 9НР залишається з кузовом Merlin і Monaco, до яких додається Touring Saloon, всі вони отримують як стандартне обладнання бампери, трафікатори (викидні покажчики поворотів) та освітлення салону. Модель 1 ½-Litre отримує ще два варіанти: Adelphi-Sprite, який випускається паралельно зі звичайним Adelphi і Continental, який став найпопулярнішим для цього модельного ряду.

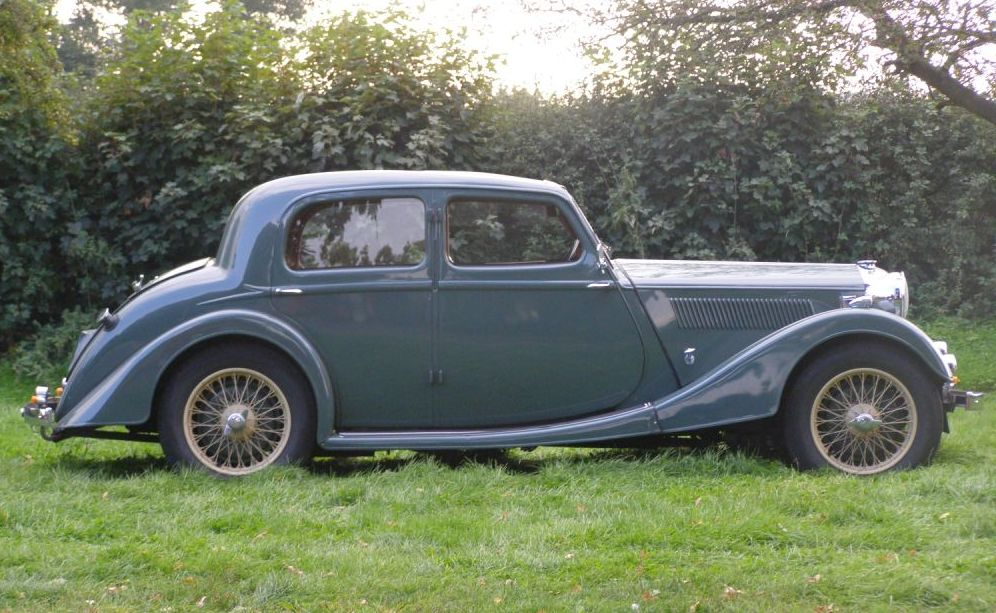
Riley 1½-Litre Continental Saloon

У другій половині 1937 року з'являється модель 16/4, яку назвали Big Four, тобто Велика Четвірка, ця машина прийшла на зміну провальній моделі 8/90, яка розійшлася до цього часу загальним тиражем всього в 37 екземплярів. Під капотом нової машини, розробленої Роузом, знаходився 4-циліндровий двигун робочим об'ємом у 2,4 л і потужністю 82 к. с., ця машина мала 3-ступеневу коробку передач з двома автоматичними овердрайвами, що робило з коробки п'ятиступеневу. Шасі цієї машини було більшим від шасі моделі з 1,5 л двигуном на 9 см, тому кузова були трохи збільшені в розмірі, але стилістику вони зберегли, на вибір пропонувалися варіанти: Adelphi, Continental і Kestrel, крім цього в каталогах значився відкритий Lynx, який був випущений всього в єдиному екземплярі. Крім цих моделей було побудовано ще два спеціальні варіанти: одну машину продали у вигляді шасі, на які фірма Maltby Redfern встановила кузов типу Tourer, ще одна машина зійшла з кузовом Touring Saloon від моделі 9НР, який довелося сильно переробити, тому що «Дев'ятка» була значно меншою нової моделі.

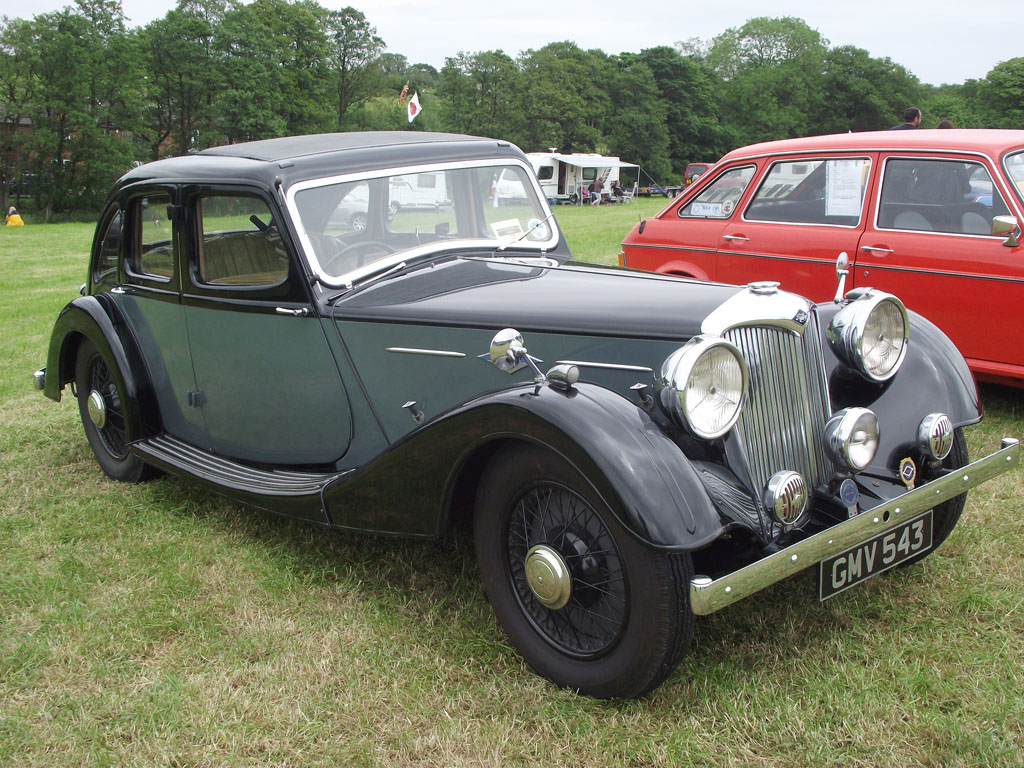
Riley 16/4 Big Four Kestrel Fastback-Saloon

## Riley в складі Nuffield Organisation
Тим часом до кінця року хмари стали згущуватися над фінансовим успіхом фірми, справи ставали гірше і гірше, фірма вже не виставляла заводські команди на змагання, а приватники зазнали фіаско на них, Віктор Райлі починає шукати партнерів по бізнесу. BMW пропонує фірмі свої двигуни, баварці прагнуть закріпитися на британському ринку, але Райлі відмовляється від німецьких двигунів і шукає британських великих постачальників, вибір падає на Triumph, який також знаходиться в Ковентрі. Але в лютому 1938 року, коли повним ходом йшли переговори з Triumph Motors, Райлі оголошує про банкрутство компанії, тому що після фінансового звіту з'ясовується, що фірма не спроможна!
Операція по злиттю з Triumph Motors зривається і ця компанія, яка сама дихає на ладан, потрапляє під вплив фірми Standard. Поки йшло банкрутне виробництво і Віктор Райлі продовжував шукати інвесторів, тривав і випуск автомобілів. Модель 9НР модернізується, двигун зміщують вперед, щоб збільшити простір у салоні, коробку передач на неї встановлюють таку ж, як і на новинці 16/4, тобто з 5 ступенями, всі кузова, що були раніше, змінюються одним єдиним, який носить ім'я Victor, зрозуміло, на честь кого, модель 15/6 пропонується в цьому році тільки в двох варіантах: Adelphi і Kestrel; 1 ½-Litre пропонується в більш широкому діапазоні: Adelphi, Kestrel-Sprite, Lynx-Sprite і Sprite, плюс з'являються кузова седан Touring Saloon і Victor, при цьому сама модель Sprite TT припинила своє існування наприкінці 1937 року.
У вересні 1938 року Віктор Райлі звертається до Лорда Нафілда з проханням про порятунок компанії, сер Нафілд купує компанії Riley і Autovia за £ 143,000, але якщо Riley Ltd реорганізується в Riley Successors Ltd, то Autovia припиняє своє існування, Віконт ставить на посаду керуючого директора оновленої фірми Віктора Райлі. Але дуже скоро фірма перепродується Лордом Нафілдом власній компанії — Morris Motor Company всього за £ 1, у цьому ж році Вільям Морріс, він же Лорд Нафілд, вже володіє крім марки Morris ще й фірмами, що виробляють автомобілі марок Wolseley і MG, засновує концерн — Nuffield Organisation. Він вирішує зробити наступну субординацію брендів, належних йому: Morris — дешеві масові автомобілі, MG — спартанські спортивні автомобілі, Riley — люксові спортивні автомобілі і Wolseley випускає розкішні автомобілі.
Не дивлячись на те, що директором фірми Riley був Віктор Райлі, тон задавав Лорд Нафілд, який дає вказівку залишити хаотичність модельного ряду в минулому, тепер випускається чітко дві моделі, які мають всього по парі типів кузовів, 1 ½-Litre перетворюється на 12НР, отримавши новий кузов типу седан, який виготовлений за типом Adelphi, і відкритий кабріолет, що спроектований заново і носить назву Drophead Coupe, а модель 16/4 стає 16НР, яка отримує такі ж кузова, що і у 12НР, проте клієнтам дуже сподобався кузов типу Kestrel, тому в липні 1939 стали знову пропонувати цей 6-віконний фастбек-салун. Обидві моделі отримали 4-ступеневу синхронізовану коробку передач від Morris, тим самим відмовившись від преселективних трансмісій.
У 1939 році востаннє автомобіль цієї марки завойовує призове місце на довоєнному Ле-Мані, приватники Жус-Еміль Верне і Карл Де Бодар на моделі Sprite TT приходять 16-ми в загальному заліку, але другими в класі до 1,5 л. Виробництво обох моделей припиняється в 1940 році, бо машини мали спортивний імідж і в них британська армія не потребувала, тоді ж компанія знову перейменовується в Riley Motors Ltd.
У вересні 1945 року Riley відновлює виробництво автомобілів, але це були не довоєнні моделі, а нова RMA (скорочення від Riley Motors, модель А). Під капотом новинки, розробка якої йшла під час війни, переховувався старий знайомий довоєнний двигун об'ємом 1,5 л, потужність якого підняли з 51 до 54 к. с. Передня підвіска машини була тепер незалежною і, чесно кажучи, була вона скопійована з Citroen TA 15CV, з нього ж було скопійовано і рейкове кермове управління, гальма стали гідромеханічними (передні — з гідравлікою, задні працюють за допомогою тросів), кузова були спроектовані також заново, фари тепер були інтегровані в передні крила. RMA пропонувався тільки у варіанті з кузовом седан, правда, це не заважало стороннім кузовщикам встановлювати на шасі цієї машини і свої кузова, взагалі, фанати марки прихильно прийняли цю машину, бо вона зберегла свої динамічні характеристики, для седана з 1,5 л двигуном, для середини 40-х років, максимальна швидкість в 130 км/год була непоганим показником.

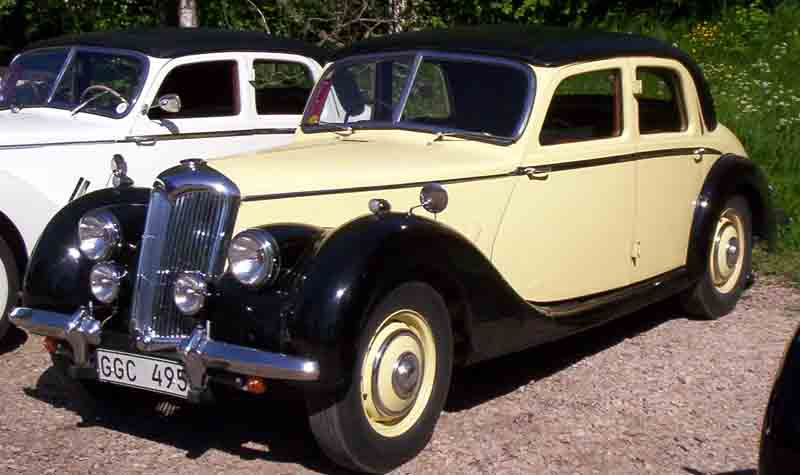
Riley RMA

У березні 1946 року з'являється модель RMB, яку оснастили 2,4 л двигуном від довоєнної 16НР, потужність двигуна підняли з 82 до 90 к. с. завдяки двом карбюраторам SU. Від молодшої моделі ця машина відрізнялася тільки більш довгим капотом, тоді дебютувала відкрита версія для RMA.

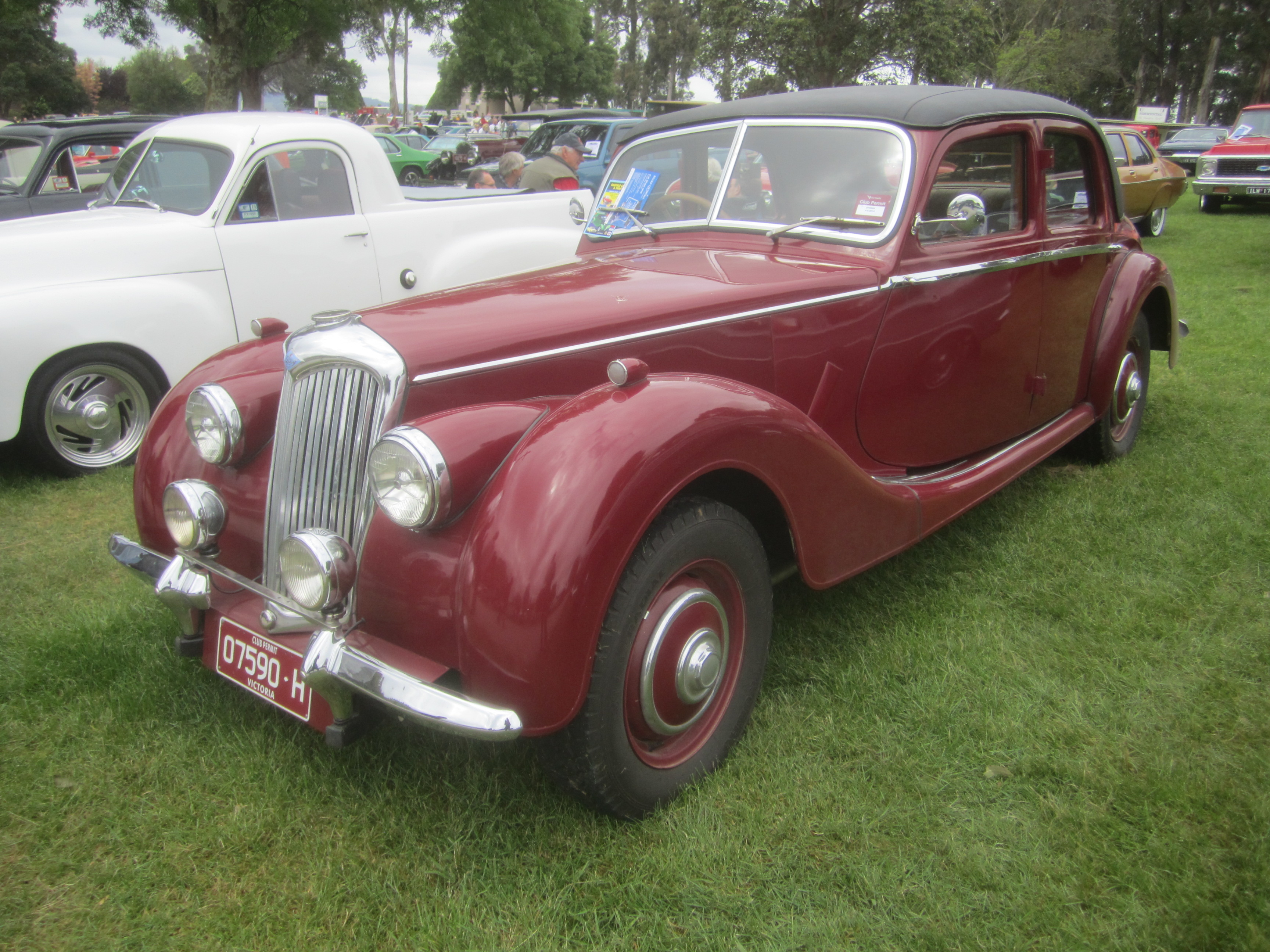
Riley RMB

У 1947 році Віктора Райлі відправляють у відставку, Лорд Нафілд вирішив сам контролювати всі свої фірми, і протягом року виробництво автомобілів з Дурбар Авеню в Ковентрі було перенесено на заводи фірми MG в Абінгдон. У березні 1948 року на базі моделі RMB з'являється версія родстер — RMC, яка поставляється тільки на експорт, потужність двигуна підвищили до 100 к. с. завдяки збільшеним у розмірі клапанам, незабаром передні гальма 2,4 л автомобілів були модернізовані, отримавши по дві колодки, до речі, версія родстер могла розганятися до 161 км/год, седан же з 2,4 л двигуном упирався в позначку в 146 км/год, але, не дивлячись на досить доступну ціну моделі RMC, її продажі йшли мляво, до 1951 року, коли її виробництво припинилося, було вироблено всього 507 автомобілів, американці віддавали перевагу більш швидкому і елегантному Jaguar XK120. До речі, ліворулева версія відрізнялася від своїх праворулевих побратимів розташуванням важеля КПП, у неї його розташували на кермовій колонці, у той час як у інших машин важіль мав підлогове розміщення, це було зроблено тому, що цей спортивний автомобіль мав три пасажирські місця попереду.

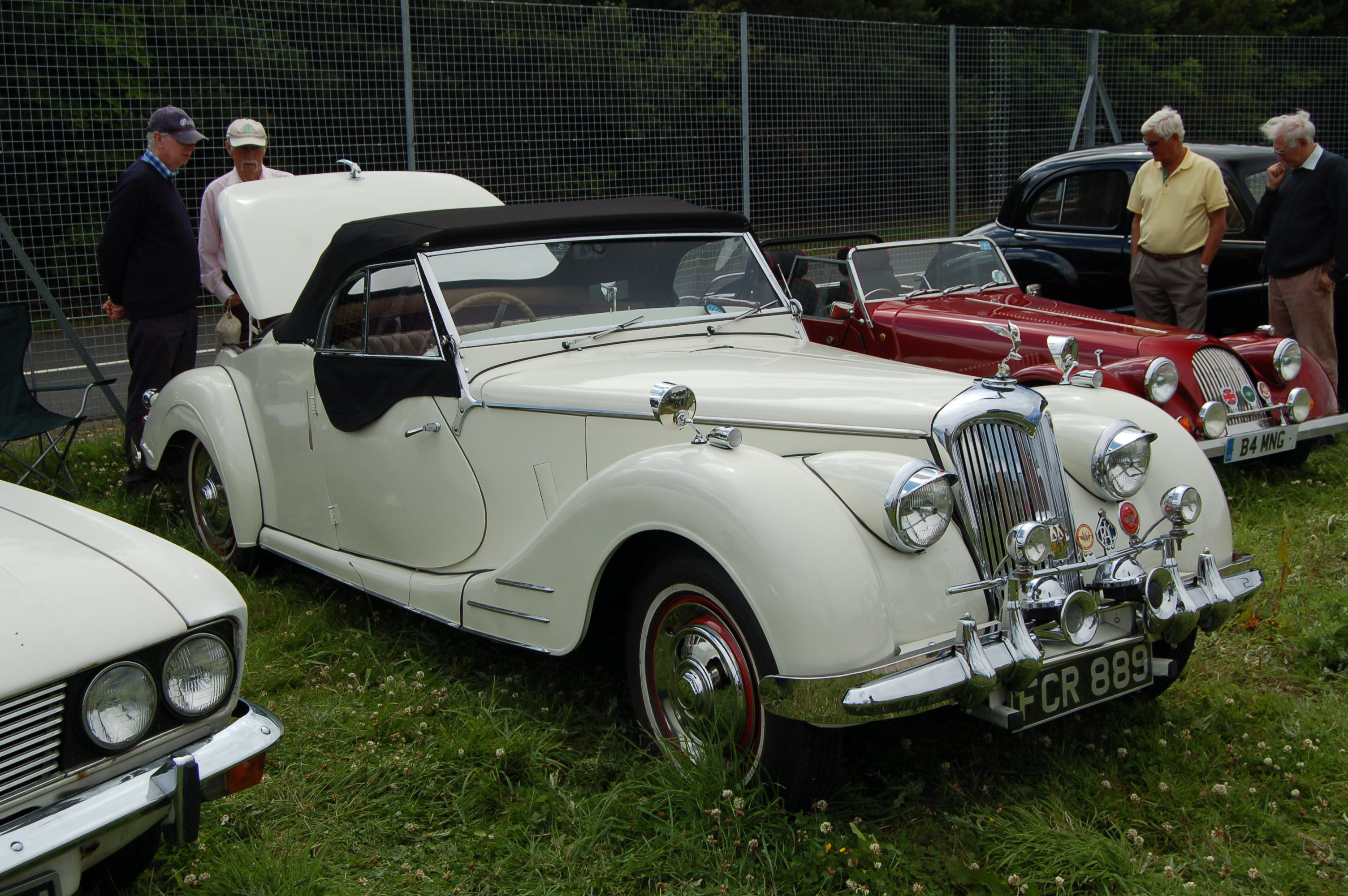
Riley RMC

У вересні 1948 року розпочалось виробництво моделі RMD, яка була версією Drophead Coupe на базі 2,4 л моделі, дизайн кузова цієї машини був копією відкритої версії, яку робили на базі моделі RMA з 1946 року, однак з поправкою на довжину капота, бо там знаходився більший двигун, обидві ці машини стали останніми відкритими автомобілями марки Riley. У січні 1950 року родстер став двомісним, його також стали пропонувати і на внутрішньому ринку, тепер, до речі, важіль КПП перенесли на підлогу, одна така машина взяла участь і в Ле-Мані, де Роберт Лоурі і Джеффрі Бітсон зайняли 17-ту позицію в загальному заліку, але прийшли четвертими в своєму класі, їм зовсім трохи не вистачило для того, щоб отримати бронзову медаль, цей екіпаж став останнім, який засвітив ім'я Riley на легендарному 24-годинному марафоні.

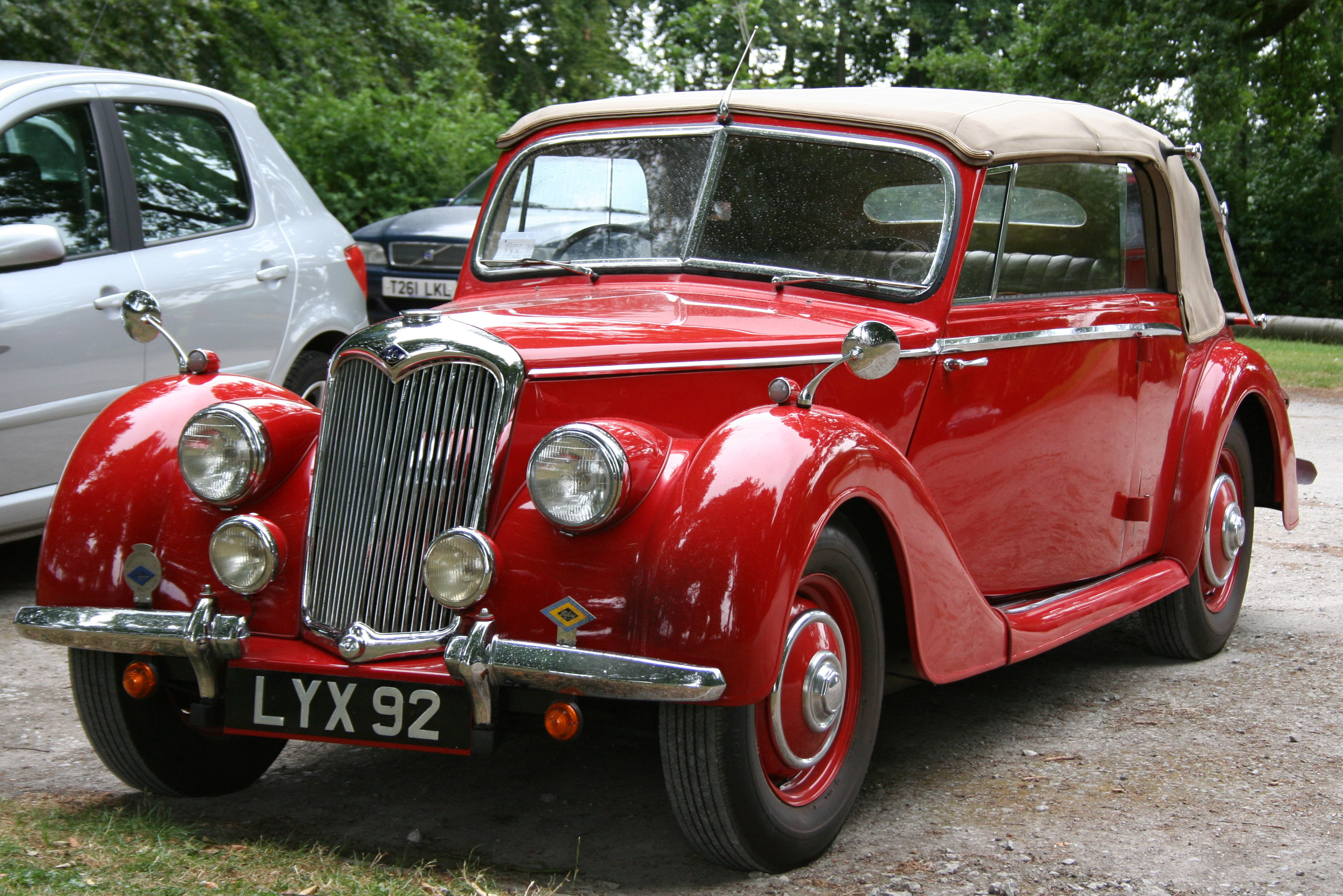
Riley RMD Drophead Coupe

## Riley в складі British Motor Corporation
Наприкінці 1951 року припиняється виробництво відкритих моделей. У лютому 1952 року Nuffield Organisation зливається з фірмою Austin Motor Company, тим самим з'являється найбільший на той момент британський автоконцерн — British Motor Corporation.
У лютому 1952 главою концерну стає Лорд Нафілд, проте, вже в серпні замість 75-річного голови на цей пост призначають Леонарда Лорда, який до злиття керував фірмою Austin Motor Co.
У жовтні 1952 року седани переживають оновлення, так задній міст отримує гіпоїдну передачу, кардан стає відкритим (до цього він був закритим у трубі), гальма всіх коліс отримують гідравлічний привід, у кузова змін менше — збільшили площу заднього скла і задні крила отримали щитки, які давали доступ до ковпака колеса, модель RMA перейменовується в RME, а RMB — в RMF.

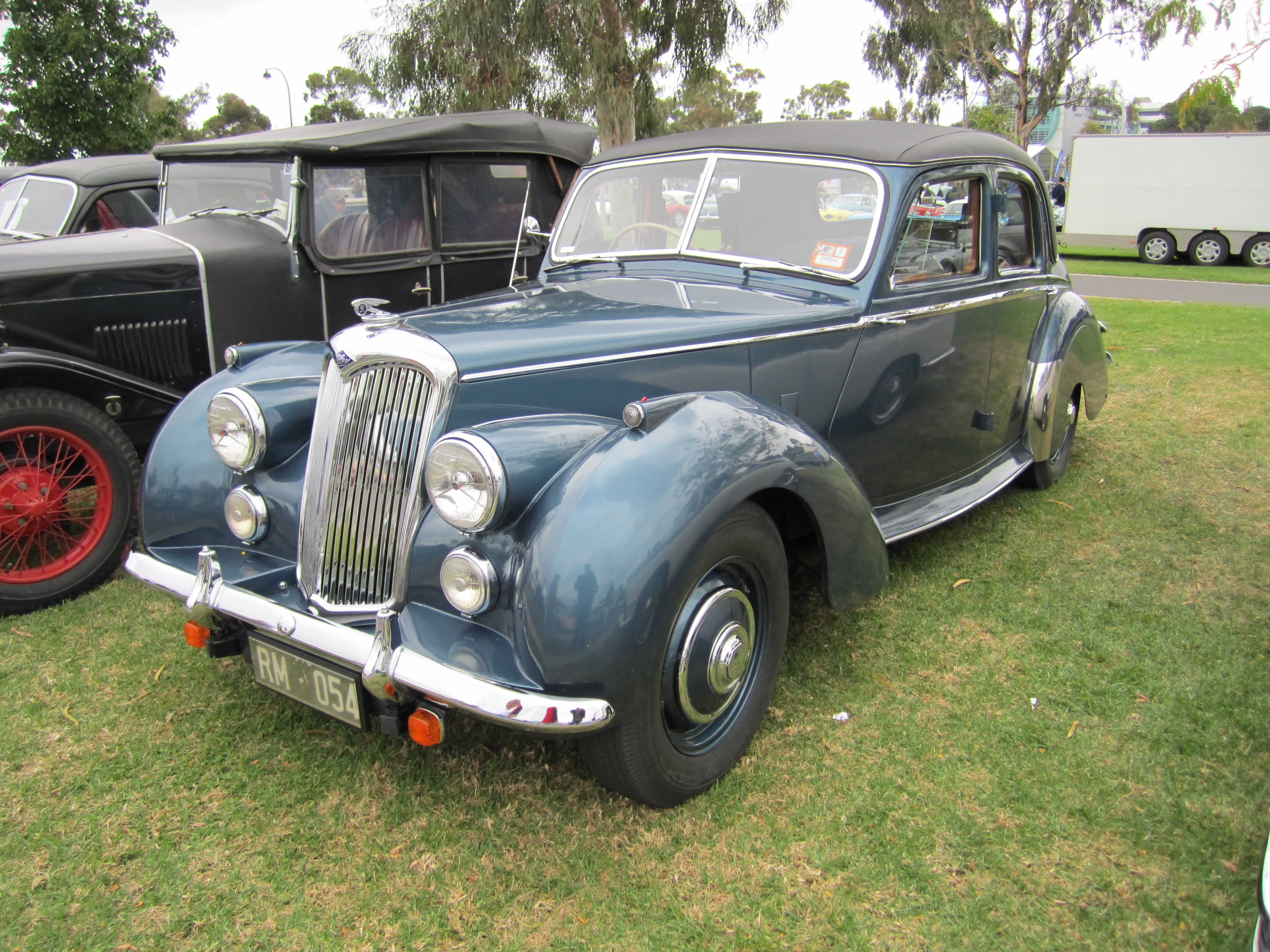
Riley RME

Але продажі 2,4 л версії йшли мляво, і в 1953 році її змінила нова модель — RMH Pathfinder на колишніх шасі, які отримали задню пружинну підвіску замість ресорної, встановили новий, більш сучасний кузов, спроектований Джеральдом Палмером, потужність 2,4 л двигуна підняли до 110 к. с., що дозволило новому седану розігнатися до 160 км/год, завдяки чому ця машина була популярна у британської поліції. Але якщо кузов цієї машини послужив донором для Wolseley 6/90 1954 року, то в 1953 році йшли роботи над проектом RMG Wayfarer, це був Riley RME з кузовом Wolseley 4/44, проте кузов виявився занадто важким і седан не міг розвинути швидкість більше 119 км/год, що було значно менше, ніж у RME, тому 1,5 л моделі вирішили дати спокій до пори, до часу, тим більше, вона непогано продавалася. Модель RMH також отримала підсилювач гальм, що цікаво, важіль КПП розташовувався праворуч від водія, тобто у водійських дверях (які були праворуч, тому що на експорт ця машина практично не йшла), що дозволило зробити цей седан 6-місним (три місця спереду і три ззаду), але за замовленням можна було встановити і роздільні передні крісла, що не впливало на розташування важеля КПП.

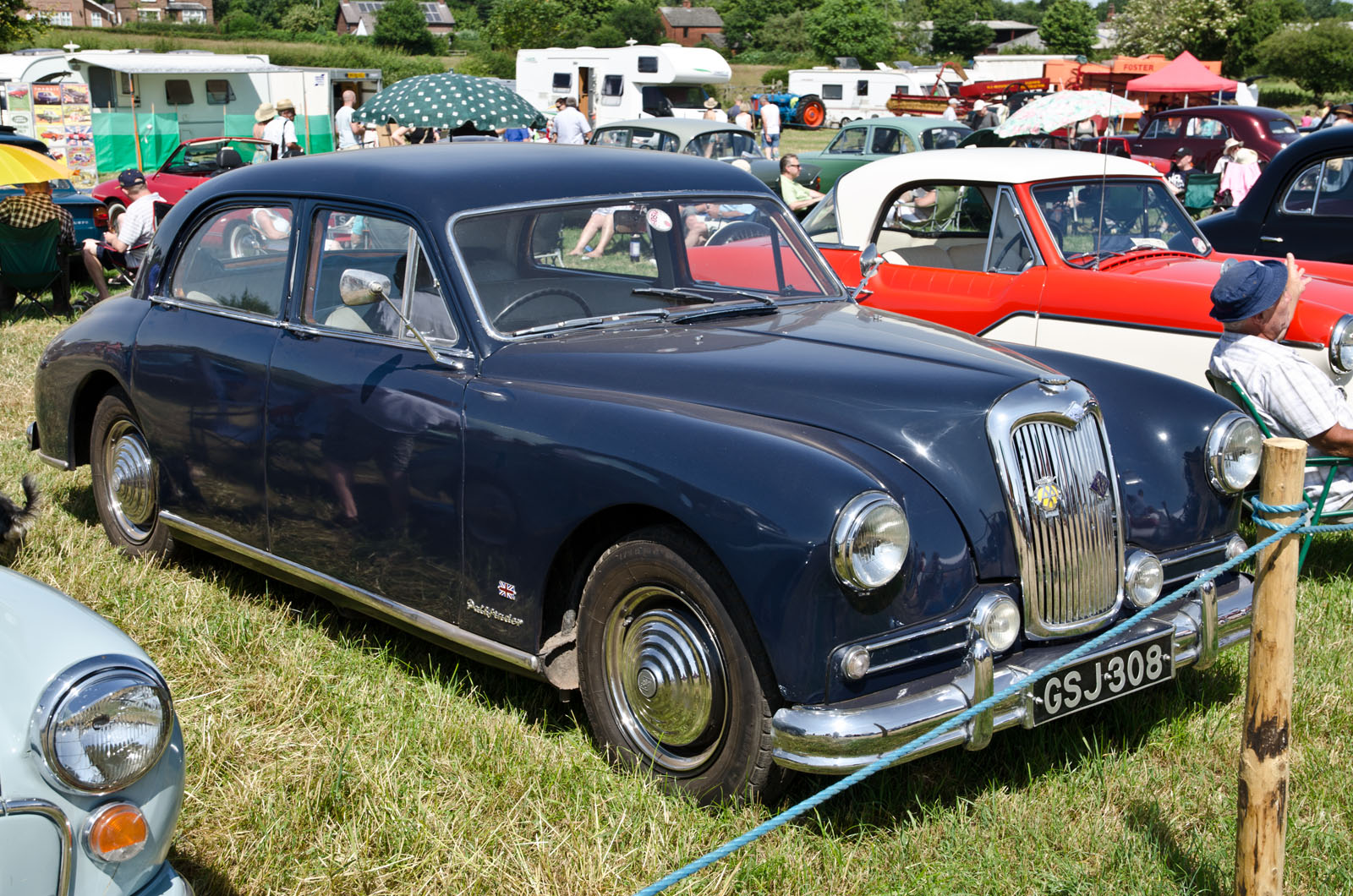
Riley RMH Pathfinder

У 1955 році припиняється виробництво моделі RME, а з 1956 року єдина моделі марки — RMH Pathfinder отримує як опцію овердрайв на мануальній коробці або автоматичну трансмісію Borg Warner, проте в 1957 році випускають останню машину цієї моделі, яка стала і останньою «справжньою» Riley.
Справа в тому, що тільки Riley на той момент користувався двигуном, який був розроблений ще до злиття концернів, що робило виробництво цієї машини дорогим задоволенням, тому Лорд вирішує в ході модернізації машини відправити у відставку мотор, конструкція якого сходить до 1926 року, тобто на той момент йому було більше 30 років! Але новий двигун BMC C, який розмістили під капот нової моделі, мав 6 циліндрів і об'єм 2,6 л, і не дивлячись на те, що він був більшим в об'ємі і мав на два циліндри більше старого 4-циліндрового двохвальника, він розвивав всього 97 к. с. Модель Two-Point-Six, яка прийшла на заміну RMH Pathfinder, була зовні дуже схожа на попередника, бо цей автомобіль був, по суті, клоном дорожчого Wolseley 6/90 MkII, для якого кузов Riley свого часу виступив як донор, головна відмінність була у фіксованій тепер решітці радіатора, у колишньої моделі вона піднімалася разом з капотом.

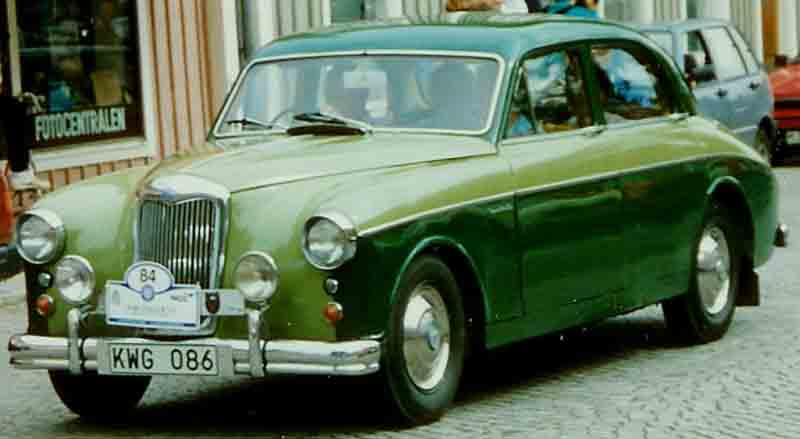
Riley Two-Point-Six Saloon

У листопаді 1957 року з'являється і нова 1,5 л модель — One-Point-Five, ця машина була клоном Wolseley 1500, який, у свою чергу, був побудований на базі Morris Minor з відмінним від нього кузовом. Під капот цієї машини встановили 1,5 л двигун з двома карбюраторами і коробку передач від MG Magnette, двигун розвивав 62 к. с. проти 43 к. с. у Wolseley, а так як Riley був могутніший, то і гальма у нього були інші, більш великі системи Гірлінга, у той час як у Wolseley були встановлені Локхід. Вже в серійному оснащенні у машини було двоколірне забарвлення та обробка салону деревом і шкірою.

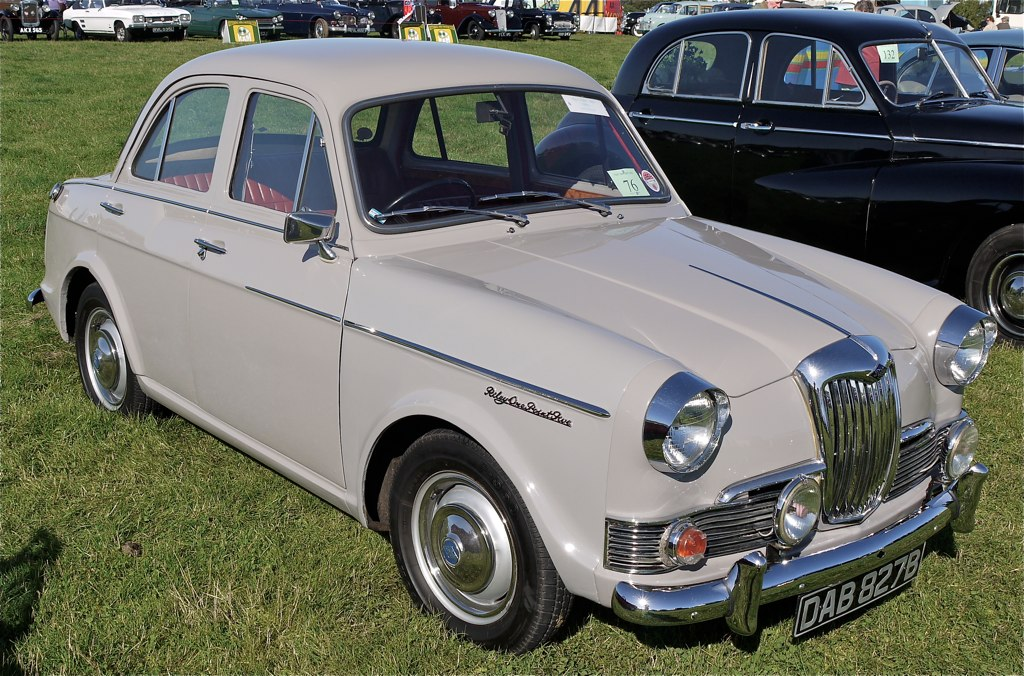
Riley One-Point-Five Saloon

Молодша модель відразу знайшла своїх шанувальників, у той час як постійні клієнти фірми, які традиційно купували більшу модель Two-Point-Six Saloon, її не прийняли, тому в травні 1959 року її знімають з виробництва, а Riley покидає 2,5-літровий сегмент ринку, до того часу всього 2000 машин цієї моделі знайшло своїх покупців.
Замість Two-Point-Six Saloon з'являється модель 4/68, яка мала досить великий кузов, спроектований Фаріною, цей кузов отримали автомобілі Austin A55 Cambridge, Morris Oxford V, Wolseley 15/60, а також MG Magnette Mk III, який і став донором для марки Riley, під капотом цієї машини переховувався той же 1,5 л двигун, віддачу якого підвищили до 64 к. с. У тому ж році аргентинська фірма SIAM di Tella Automotores купує ліцензію на виробництво Morris Oxford Series V, ця машина називалася SIAM di Tella 1500, технічно це був Morris, тобто 1,5 л двигун розвивав 55 к. с., а коробка передач була трьох-, а не чотирьохступеневою, як у більш дорогих побратимів, але от зовні це був клон Riley 4/68.

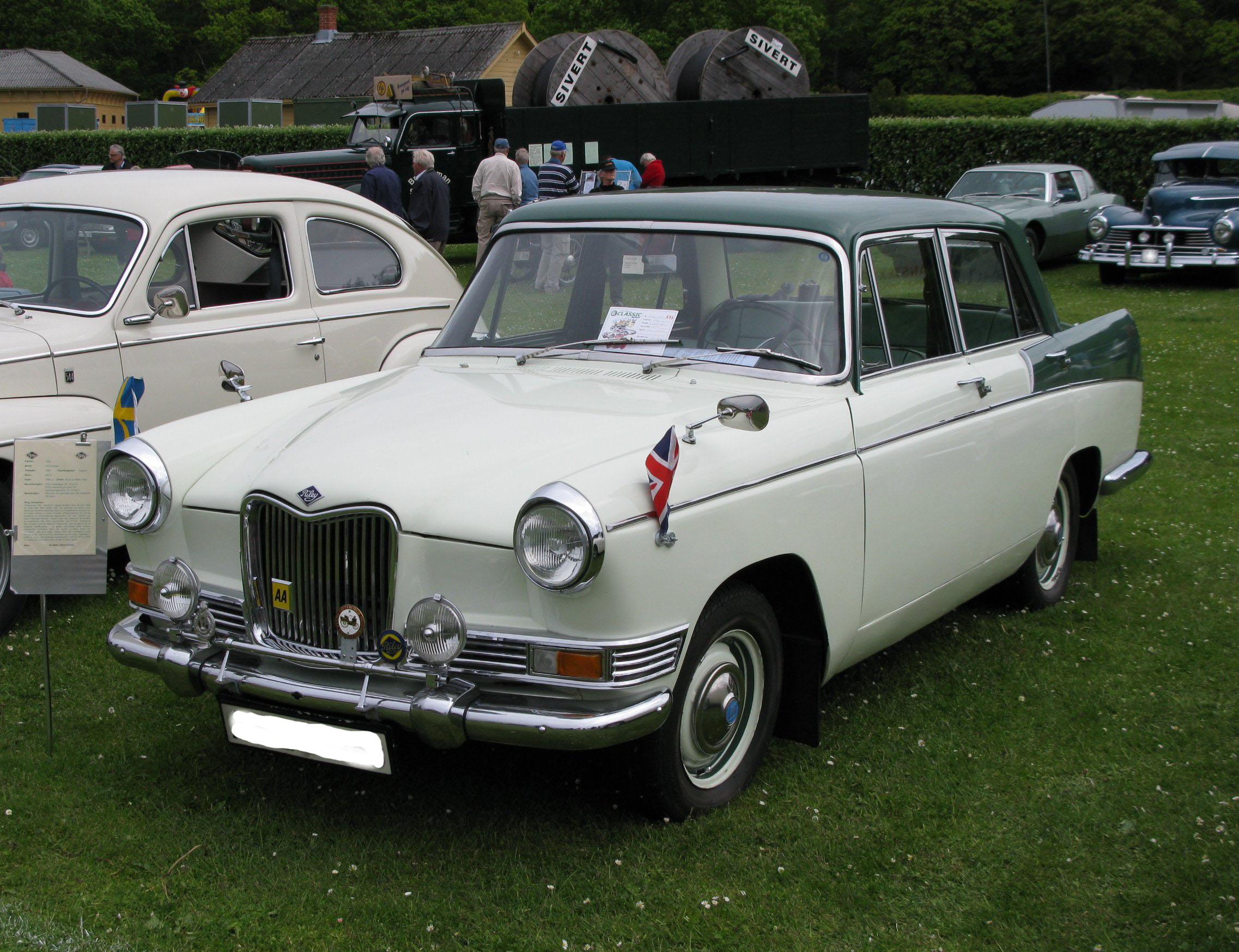
Riley 4/68

У 1960 році модель One-Poin-Five злегка модернізують: петлі капоту і багажника розмістили під панелями, а не зверху. Тоді ж фірма Ogle Design пропонує свою першу розробку в автомобільній сфері, бо до цього Оугл займався промисловим дизайном, автомобільний первісток дизайнерського ательє був побудований на базі One-Poin-Five, кузов машини нагадував великі купе Bristol, виготовлений він був зі склопластику, з використанням лобового скла від донора. Двигун 4-місного купе був форсований до 68 к. с., що дозволяло досягти позначки в 145 км/год, однак висока ціна на малятко відлякала багатьох замовників, і Оуглу вдалося реалізувати всього вісім таких машин.
У жовтні 1961 року Riley One-Point-Five отримує приставку Mk3, головна відмінність від попередньої версії — новий хромований декор передка і задні фари від Austin A40. Модель 4/68 змінюється новою моделлю — 4/72, яка отримала новий 1,6 л двигун потужністю 68 к. с., у підвісці спереду і ззаду встановили стабілізатори, база збільшилася в порівнянні з 4/68 на 2,5 см, а колія — на 5 см, за замовленням тепер можна встановити автоматичну коробку передач Borg-Warner 35. Однак, у той час, коли всі інші аналогічні машини концерну отримали в 1961 році менш виражене оперення задньої частини, ця машина продовжувала випускатися з кілями задніх крил і далі.

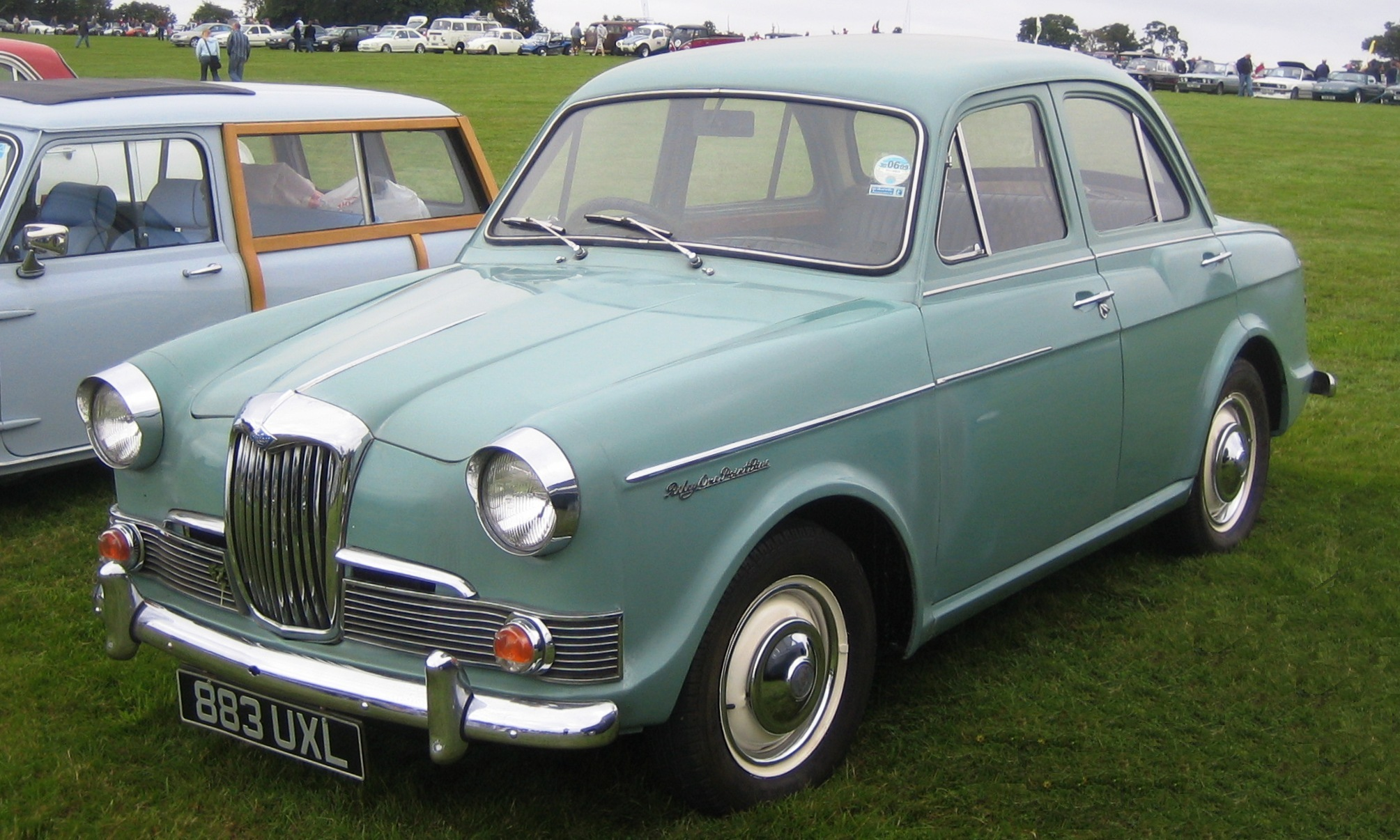
Riley One-Point-Five MkIII

Але головним героєм на стенді фірми в рамках Лондонського Автомотошоу в жовтні 1961 року став Riley Elf, разом з цією машиною був виставлений аналогічний автомобіль на стенді Wolseley, який отримав назву Hornet. Це була версія седан популярних мініавтомобілів Austin Seven/Morris Mini, трьохоб'ємний кузов седан з окремим багажником був виготовлений і поставлявся фірмою Fisher & Ludlow, ця компанія існувала з 1851 року, і якраз в 1961 році стала кузовним підрозділом BMC, хоча концерн придбав цю компанію ще в 1953 році, але вісім років фірма поставляла кузова і стороннім компаніям. Riley Elf і Wolseley Hornet зовні відрізнялися тільки решіткою радіатора, технічно вони теж були ідентичні — мали 850 кубовий 34-сильний двигун. Більш суттєва різниця була в салоні, обидві машини мали шкіряно-текстильну оббивку салону, але Riley до всього іншого мав додаткову шумоізоляцію (в тому числі і на капоті), більш дороге килимове покриття підлоги, дерев'яна панель приладів була виготовлена з горіха та мала бардачок на замку, самі прилади були встановлені від варіанту Cooper, але головне, по чому можна було відрізнити ці два седана, — по хромованому набалдашнику коробки передач. Riley Elf стає найдорожчим у лінійці Mini, однак, якщо не порівнювати в загальних масштабах виробництва моделі Mini, то ціна на Elf не особливо позначається на його попиті.

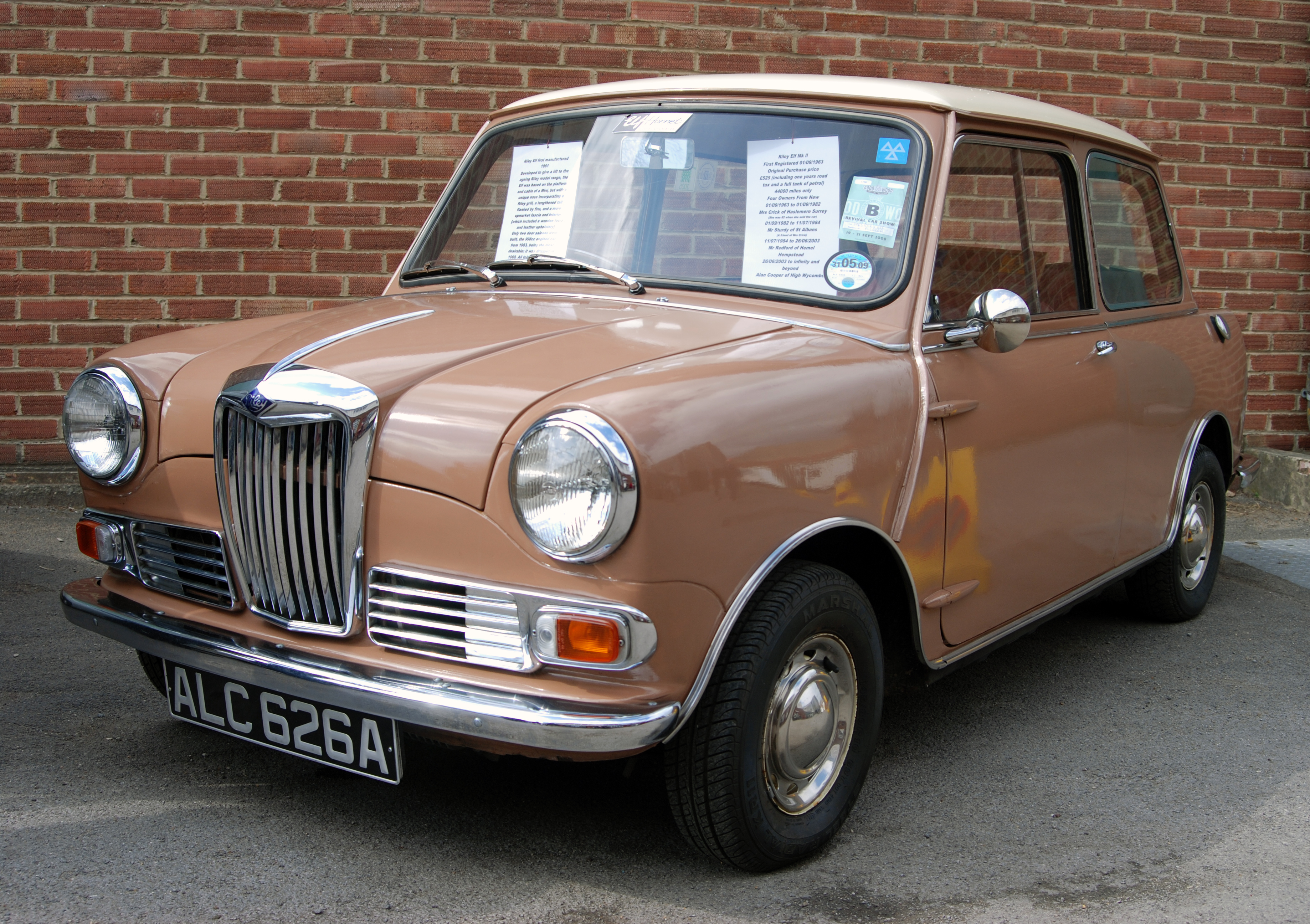
Riley Elf MkI

У 1963 році Riley Elf отримує 1-літровий 38-сильний двигун від Mini Cooper, також ревізії зазнали й гальма, які стали потужнішими. У 1965 році як опція на Riley Elf з'явилася коробка автомат. У цьому ж році One-Point-Five відправляють на пенсію, їй на зміну виводять нову модель — Riley Kestrel. Riley стала однією з останніх у концерні, хто придбав модель цього покоління, чиє виробництво почалося в 1962 році, до речі, вона стала і єдиною, яка отримала ім'я власне для своєї моделі, тому що всі інші: Austin, Morris, Wolseley і MG несли одну назву моделі — 1100. До речі, MG 1100 і став донором для Riley Kestrel 1100, його двигун розвивав 55 к. с., що дозволяло розганятися до 135 км/год, інші машини, крім MG, мали 48-сильний агрегат, так як Riley Kestrel, який мав клона у вигляді Wolseley 1100, від останнього відрізнявся всередині наявністю класичного круглого спідометра, у той час як Wolseley оснастили модним тоді стрічковим спідометром. Машини цієї лінійки оснащувалися незалежною підвіскою всіх коліс типу гідроластик, розробленою Молтоном для концерну BMC.

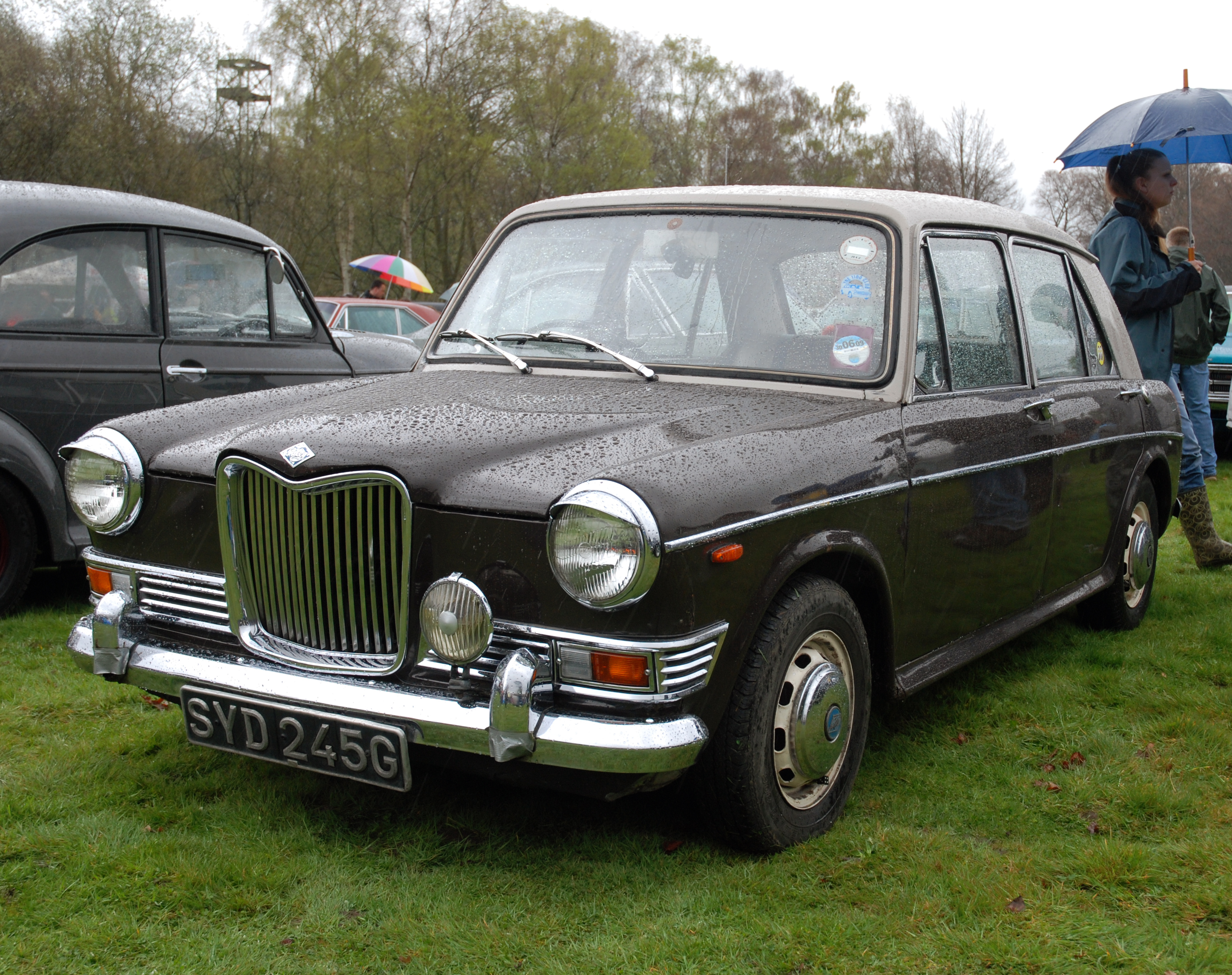
Riley Kestrel 1100

У 1966 році модель Elf оновлюють, насамперед у машини пропадають зовнішні петлі дверей, по-друге, самі двері отримують не зсувні вікна, а такі, що опускаються, передні гальма отримують замість барабанів диски, правда, зі списку опцій пропала коробка автомат, яка знову з'явилася як замовне обладнання в 1967 році, тоді ж ручна коробка передач отримала повністю синхронізовані ступені.

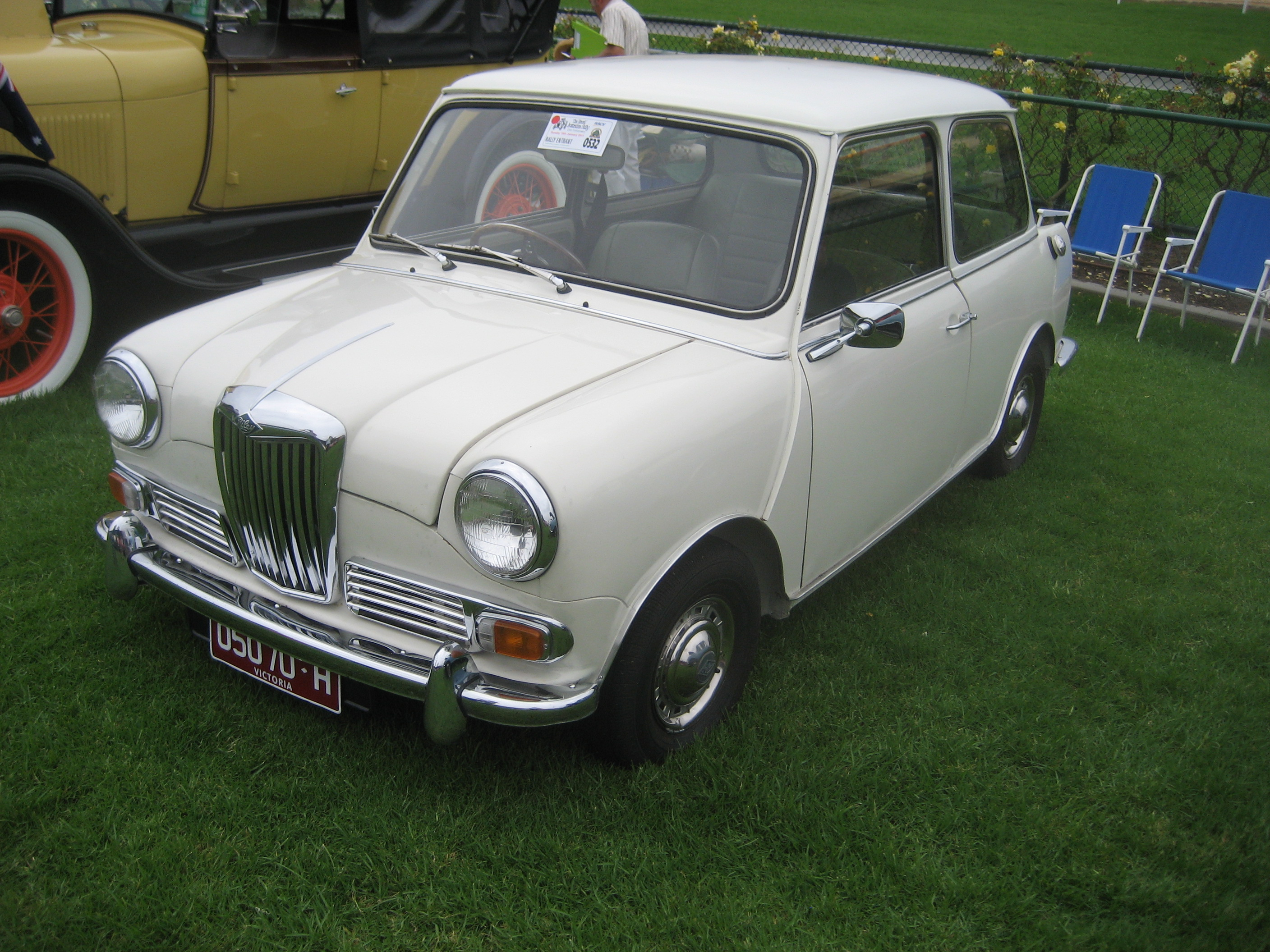
Riley Elf MkIII

У травні 1967 року Kestrel отримує ще один двигун — об'ємом 1,3 л і потужністю 58 к. с., а вже в січні 1968 року 1,1 л версію припинили випускати, у виробництві залишається тільки Kestrel 1300, що цікаво, Wolseley і Riley пропонуються тільки в 4-дверному варіанті, у той час як з жовтня 1967 року Morris, Austin і MG пропонуються і в двохдверному виконанні, але автомобіль марки Riley можна тепер купити і з автоматичною трансмісією.
У травні 1968 року концерн British Motor Holdings (як тоді вже називався колишній BMC) об'єднується з фірмою Leyland Motor Corporation, у результаті утворюється гігант — British Leyland Motor Corporation, у який входять марки: Austin, Morris, MG, Riley, Wolseley, Vanden Plas, BMC, Jaguar, Daimler, Guy Motors, Standard, Triumph, Rover, Leyland та ще кілька виробників вантажних марок, у результаті близько 40 заводів належало новому концерну. У квітні 1968 року Kestrel 1300 отримує версію з двома карбюраторами, завдяки яким потужність тепер дорівнює 65 к. с., а через півроку, коли нові боси вирішують відправити назву Kestrel в архів, і просуваючи машину як Riley 1300 MkII, правда, як компенсацію покупці отримують надбавку в потужності двигуна, який тепер розвиває 70 к. с.
До злиття двох корпорацій BMH планувало воскресити 6-циліндрову модель для марки Riley в рамках проекту ADO17, на відміну від інших автомобілів, які планувалося випускати, автомобіль марки Riley повинен був мати здвоєну оптику, що ніби натякало на його положення серед інших марок, тобто він повинен був стати найдорожчим з усіх, але доля розпорядилася інакше, керівництво нового концерну вирішує в рамках раціоналізації позбавитися від торгової марки Riley, бо різниця між Riley і Wolseley всього-лише в нюансах, а тому спортивна слава марки давно згасла і успішно забута, то і було вирішено здати в архів марку Riley, а Wolseley дати ще можливість бути присутніми на ринку, і в 1972 році з'являється модель Wolseley Six.

## Закриття компанії
Останній автомобіль марки Riley скотився з конвеєра в липні 1969 року, але нерозпродані машини ще значилися в каталогах до жовтня місяця, після чого марка Riley пропала з орбіти зору. У листопаді 1994 року фанат британських марок — Бернд Пішецрідер, який до того ж був родичем Алека Іссігоніса (батька першого Mini) і за сумісництвом керівником фірми BMW, купує фірму Rover, яка була спадкоємцем концерну BLMC і якій належала ціла купа старих британських брендів, які входили до складу британського гіганта. Пішецрідер розглядав варіант воскресіння імені Riley, планувалося випускати версію купе Rover 75 під цією назвою, проте в кінці 1990-х Пішецрідера просять покинути пост голови компанії, а сам британський підрозділ перепродується консорціуму Phoenix, але при цьому марки Mini, Riley, Triumph і Austin-Healey залишаються німецькій фірмі, до речі, на захист Austin-Healey виступили нащадки Дональда Хілі, тільки тому цей бренд не потрапив у руки китайців у 2005 році, коли MG Rover Group, спадкоємець консорціуму Phoenix, збанкрутував.
Кілька років тому ходили чутки, що BMW хоче почати випуск люкс варіантів своїх Mini під брендом Riley в 2013 році. Але цього не сталося.

## Список автомобілів Riley
- 1899 — Royal Riley
- 1904 — Riley 9HP Tricar
- 1906 — Riley 9HP
- 1907 — Riley 12HP
- 1908 — Riley 12/18HP
- 1909 — Riley 10HP
  - Riley Speed 10HP
- 1913 — Riley 17/30HP
- 1919 — Riley 10.8НР
- 1923 — Riley 11/40НР
- 1925 — Riley 11.9НР
- 1926 — Riley Nine
- 1927 — Riley Brooklands
- 1929 — Riley 14/6
- 1933 — Riley 12/6
- 1934 — Riley 9HP Imp
  - Riley MPH
  - Riley 12/4
- 1935 — Riley 1 ½-Litre
  - Riley 15/6
- 1936 — Riley Sprite ТТ
  - Riley 8/90
- 1937 — Riley 16/4 Big Four
- 1939 — Riley 12HP
  - Riley 16НР
- 1945 — Riley RMA
- 1946 — Riley RMB
- 1948 — Riley RMC
- 1949 — Riley RMD
- 1952 — Riley RME
  - Riley RMF
- 1953 — Riley RMH Pathfinder
- 1957 — Riley One-Point-Five
- 1958 — Riley Two-Point-Six
- 1959 — Riley 4/68
- 1961 — Riley 4/72
  - Riley Elf
- 1965 — Riley Kestrel
- 1968 — Riley 1300